# スター誕生!
『スター誕生!』（スターたんじょう!）は、1971年10月3日から1983年9月25日の12年間に亘って放送された、日本テレビの視聴者参加型歌手オーディション番組である。略称は「スタ誕」（スタたん）。全619回。
途中、1982年10月24日放送分でタイトルを『新・スター誕生!』と改め、同時にモノラル放送からステレオ放送へと移行したが、1983年4月3日からは正式タイトルを『スター誕生!　～全国選抜歌の選手権～』と改めた（ステレオ放送についてはそのまま継続）。

## 概要
番組の企画者は審査員の一人でもある阿久悠で、日本テレビ側の一般家庭で普及し始めたカラーテレビの特性を生かして、「テレビマンの手でスターを生み出したい」との思いも相まって1971年に『スター誕生！』が始まった。番組名の名付け親はチーフプロデューサーの池田文雄である。公開オーディション番組であり、毎週、厳しい予選を勝ち抜いてきた5-7人程度の挑戦者が歌合戦形式で実力を競う。
同じネット局のよみうりテレビ『全日本歌謡選手権』（『スタ誕』より先に番組開始）や、兄弟番組である日本テレビ『お笑いスター誕生!!』と共に実力勝負が要求された。

### 放送時間と視聴率
『スタ誕』のプロデューサーだった金谷勲夫によると、番組開始にあたり「全くの素人をスターに育てるには時間が必要で、番組がすぐに打ち切られては意味がない」と考えた。そこで視聴率をゴールデンタイムの番組ほど求められない、「日曜午前11時」枠でやることが決まった。　
1982年3月28日までは毎週日曜 11:00 - 11:55 に放送されていたが、同年4月4日以降は『NNN昼のニュース』の放送時間繰り上げによって10分縮小し、11:45までの放送となった。また、一部のネット局では放送日時が異なっていた。1978年からは『24時間テレビ 「愛は地球を救う」』放送時に休止となった。
初回の視聴率は4.7%だったがその後視聴率が上昇し始め、1978年5月7日放送分では番組史上最高の28.1%をマークした（いずれもビデオリサーチ調べ、関東地区・世帯・リアルタイム）。

### 番組の方向性
1971年10月3日に『スタ誕』の放送を開始したものの、当初は「NHKのど自慢」のように小学生から70代までの歌自慢の老若男女が参加したため、番組側はどういう基準で合格者を選ぶかを迷っていた。そんな中10月下旬に現れたのが当時13歳の森昌子で、初代グランドチャンピオンになるとその後デビュー曲の『せんせい』が大ヒットした。この森の成功が呼び水となり、「自分もプロの歌手になれるかも」と考えた中高生を中心とする若者の『スタ誕』への応募が増え始め、その後の『スタ誕』の方向性を決定づけた。その後『スタ誕』の参加者層は主に10代の年齢層となり、「NHKのど自慢」とは参加者層でも棲み分けされるようになった。

## 出演者

### 司会者
- 初代：萩本欽一（1971年10月3日 - 1980年4月6日［第443回］） - 当時コント55号で人気絶頂期だった萩本にとって、本格的にテレビでのソロ活動、かつ司会初挑戦だった[注 3]。萩本は司会のオファーを受けると「（一人で）司会なんてしたことないの」と語っている。スタッフの説得により引き受けることになったが、当初萩本は1クールだけのつもりだったという[注 4]。オープニングは必ず客席から登場し、「皆さんおはようございます。会場の皆さん、おはよう!!」と視聴者・客席に呼び掛け、それに応えて観客も「おはよう!!」と叫ぶところから番組が始まっていた。本番では審査員たちが辛口な審査をしたため、萩本はいつも“参加者を応援する立場”を意識しながら司会進行したという[5]。
- 2代目：谷隼人・タモリ（1980年4月13日 - 1981年3月22日） - 谷は出演当時「岩谷隆広」名義だった。タモリは兄弟番組である『お笑いスター誕生!!』にも審査員として出演していた。なお、タモリは後年の同窓会（後述）で「ほとんどつなぎの様なものでしたねぇ」と語っている。
- 3代目：坂本九・石野真子[注 5]（1981年4月12日 - 1982年1月3日） - 石野は『スタ誕』デビュー組の歌手。石野にとって『スタ誕』の進行役は気苦労が多く[注 6]、坂本のリードに支えられ何とか役目を務めていたという[6]。その後石野は結婚による芸能界一時引退のために、1981年9月6日放送分をもって降板した。
- 4代目：横山やすし・西川きよし（1982年1月10日 - 1983年9月25日） - 当初はきよしが若松愛子と共に1982年3月21日放送分まで担当し、後に単独で務めた。やすしは1982年10月24日放送分から出演。

### 審査員

#### 萩本、谷・タモリ、坂本（・石野）時代
- 松田トシ（松田敏江） - 歌手・声楽家
- 阿久悠 - 作詞家
- 中村泰士 - 作曲家
- 都倉俊一 - 作曲家
- 三木たかし - 作曲家
- 森田公一 - 作曲家
  - 当初、松田・阿久・中村はレギュラーで座り、残りの2名は外部の作詞家・作曲家、レコード会社のディレクター、芸能雑誌「明星」「平凡」の編集記者が交互に登場していた。途中から都倉、三木が加入し、審査もより厳正になった。なお、中村は一時期降板して森田に交代したが、三木の完全な降板とともに復帰した。
  - 都倉が審査員になったのは、三鷹市民会館で行われた第9回の収録に諸事情で欠席することになった阿久のピンチヒッターとして出たのが最初[注 7]

#### きよし単独時代
司会のきよしは以下の人物を「評議員」と呼んでいた。
- 小林亜星 - 作曲家
- ジェームス三木 - 作家・脚本家
- 大本恭敬 - ボイストレーナー、作曲家
- 服部克久 - 作曲家・編曲家
- 大林宣彦 - 映画監督
- 浅井慎平 - 写真家
- 残間里江子 - プロデューサー
- かまやつひろし - ミュージシャン

#### やすきよ時代
最末期での担当者。最終回まで出演。
- 三橋美智也 - 歌手
- 弦哲也 - 作曲家

### その他の出演者
- 高橋達也と東京ユニオン - バンド演奏
- 岡本章生とゲイスターズ - バンド演奏
- 横森良造 - アコーディオン演奏
- 土居甫 - 振付師
- 井上れい子 - 萩本時代のアシスタント（萩本と同時期に降板）。
- ザ・シュークリーム（ユキ（現・ホーン・ユキ）・クーコ（後の清水クーコ）・谷上“イッコ”いく子（現・北原由貴）・甲山“ノロ”暁美の4人組 - 萩本時代最初期のアシスタント
- リンリン・ランラン（香港出身の双子デュオ - 井上と共に萩本時代のアシスタントを務めた。
- 北村優子 - アシスタント（リンリン・ランランと同時期に、デビューコーナーに正式に出演する前に、少しの間アシスタントを務め、合格者の首にメダルをかけていた）
- 黒部幸英（出演当時は「クロベエ」名義。萩本と同時期に降板）
- 斉藤清六
- 雪吹優二郎（ふぶき ゆうじろう…出演当時は「ユージロー」名義。萩本と同時期に降板）
- 西山浩司
- シンちゃん、カメラ、風呂タロウ
- 志摩のぶ子（後に芸名を「志摩のぶこ」に改名） - 谷＆タモリ時代のアシスタント
- 伊藤さやか - 坂本時代-やすきよ時代前期。当初は番組アシスタントを務めた女の子4人組「くれよん」の一員として出演。他のメンバーは、高鹿久子→シャワーの一員に。出口裕子、郡山美波）
- ラビット関根（坂本時代）
- 若松愛子 - きよし単独時代初期にきよしとのコンビで司会を務めた一般の老人女性（元宝塚と言っていた）。
- 堀敏彦 - きよし単独時代、ゲームコーナー「仲よしきよし」に出演。当時高千穂商科大学に在学中で、浅井企画所属のタレント。後にテレビ新潟アナウンサー）
- ザ・バーズセブン プラス1（日本テレビ音楽学院（現・日テレ学院タレントコース。後述参照）のレッスン生の選抜メンバー）
- 伊藤英敏 - やすきよ時代のナレーション

## 大まかなデビューまでの流れ
応募からデビューまでの道のり
※(1971年当時)

### 第1段階
- 「予選会」…ハガキで応募した500～700人が参加。地方予選は年10回ほど開催される→合格→
- 「テレビ予選出演」…収録が平日のため、出場者の状況によって親や学校などの出場許可を得た上で出演→合格→
- 「レッスン開始」…決戦大会に向け、指定レッスン機関で歌唱指導などを受ける（日本テレビが各レッスン代を負担）→3ヶ月後→
- 「美容レッスン」…基本的に東京で行われ、番組が用意した個別の指導員により決戦大会出場時のヘアメイク、服装などを検討してもらい決定する(同時期に「下見会」という、プロダクションとレコード会社が参加し、決戦大会前に出場者をチェックする場が設けられる)→
- 「決戦大会」…プロダクションとレコード会社がプラカードを上げて入札、合格決定→
- 「仮契約」…この時点で合格者は一旦、「日本テレビ音楽」と仮契約を結ぶ

### 第2段階
- 「面接」…合格者は入札した会社と面接→
- 「意思決定」…家族と面談のうえ、芸能人としての“就職”の決定及び決意を固め、どこに所属するかという希望会社の検討を行う→
- 「決定」…NTVスター誕生係／所属プロダクション＆所属レコード会社で検討し、NTV音楽委員会で最終決定→連絡→正式に「合格者」となる

### 第3段階
- 「会合」…合格者、プロダクション、レコード会社、日本テレビで1回目の会合。出場者の状況によって転校・転居などの話し合いを行う→
- 「検討会」…デビュー日、芸名、キャッチフレーズを検討(同時期に「契約」…プロダクションとの雇用契約、音楽出版社との原盤契約を結ぶ)→
- 「作家決定」…デビュー曲製作に携わる作詞家・作曲家と面接して検討→
- 「デビュー準備」…レッスン、レコーディング、デビュー前のキャンペーンを行う→「デビュー」

## ルール

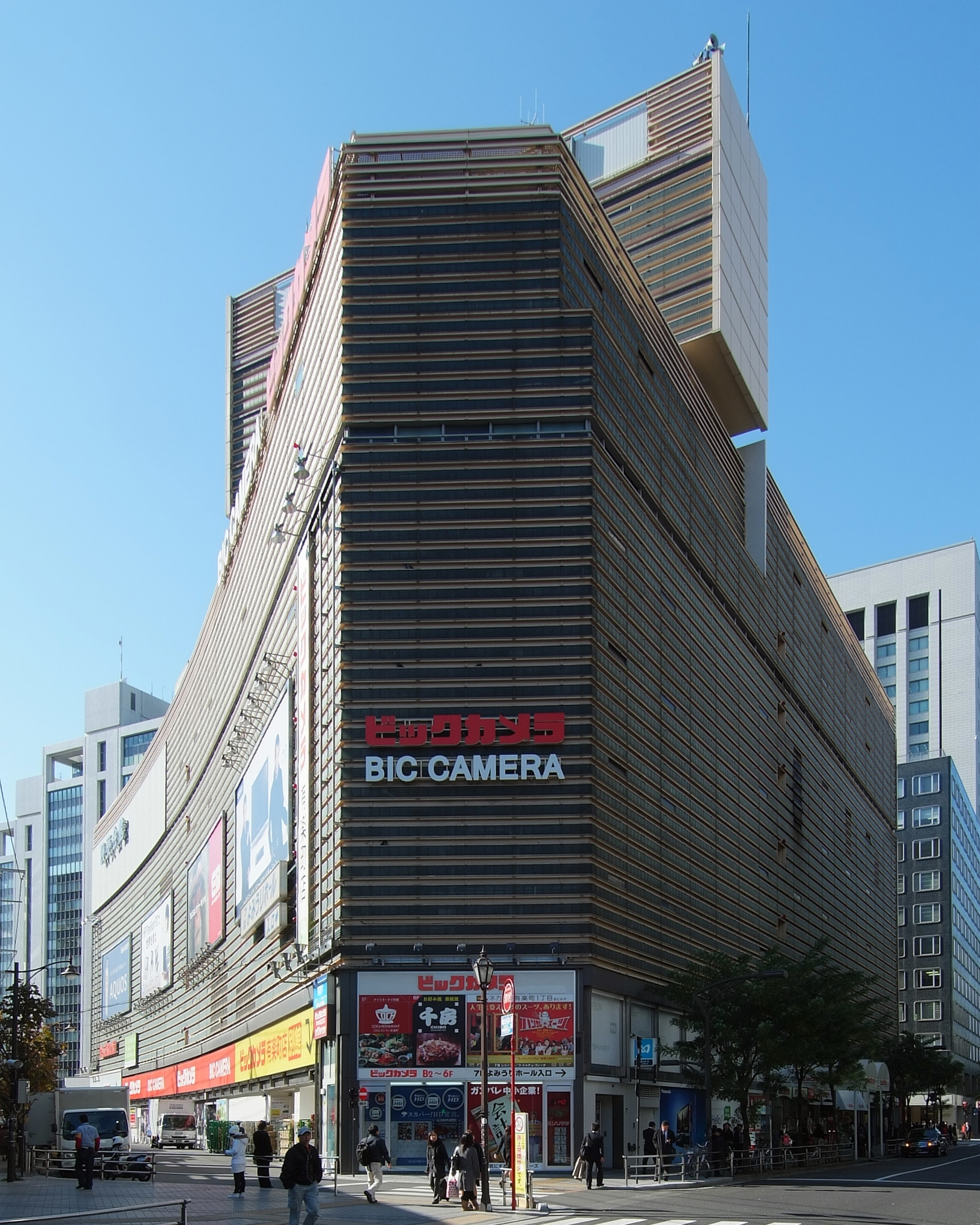
「スタ誕」の予選会会場に使用されていたよみうりホール（読売会館7階）

### 予選会
出場希望の葉書が殺到したため、毎週約500-1000人に絞り、百貨店・そごうの有楽町店が入っていた読売会館の7階のよみうりホールで予選会を開いていた。このため、日曜日のそごうの階段は応募者の長蛇の列であふれ返っていた。なお、よみうりホールが他興行やメンテナンスで使用できない場合は、千代田区四番町の日本テレビ四番町ビル（現存し、バップなどが入居する。1号館から4号館まで4棟ある）で、地方で公開収録を実施する場合は、放送している系列局から告知を出していた。
応募者は、自ら持参した歌本（楽譜）を横森良造に提出し、横森のピアノの伴奏で歌う。レギュラーの審査員は直接出向かず、テレビ予選の歌唱楽曲の編曲者である高見弘や番組のプロデューサーなどが審査をしていた。
予選会の一次審査は一人あたりの持ち時間は20～30秒で、歌いだし4小節で合否が判定され、応募者は楽曲から好きな部分を四小節選び歌う。歌詞を忘れたり、歌い始めたと思ったらブザーが鳴ってしまったことも多かったという。この大人数の中から50人に絞り、同じ方法で二次審査を行う。二次審査では30人に絞られていく。どちらも失格者はその場で退場となる。
最終審査では、30人は1コーラス歌う時間を与えられる。そして、最終的にテレビ予選への進出者が決定する。その人数は当初は14人だったが、時期により変動がある。詳しくは次の「テレビ予選と審査方法」の欄を参照。

### テレビ予選と審査方法
司会者の変遷により異なっていた。

#### 萩本、谷・タモリ時代
テレビ予選に出場できるのは1回7人（組）まで。両代とも末期は5人に削減され（萩本時代は1978年1月8日から降板までの2年3か月、谷・タモリ時代は最後の1クールにあたる1981年1月11日 - 3月15日）、予選会の二次→最終審査は20人→10人だった。
アシスタントの紹介ナレーションと共に予選通過者が入場、電動昇降のスタンドマイクの前に立って一人1曲、1コーラス歌い、審査を受ける。
結果発表の時、挑戦者の頭上に4桁の電光掲示板があるセットが映される。舞台の下手（左側）に位置し、7人時は下段が1-4番で上段が5-7番、5人時は並列であった。会場の一般審査員と5人のプロフェッショナル審査員の合計点数が表示される。
得点は会場500点、プロは1人につき100点で計500点の1000点満点で、規定の点数に達すれば合格。その点数は7人時250点、5人時は300点。規定の300点時代の頃、305点でしかもギリギリラインで合格した挑戦者も多数いた。
最初に司会者が「まずは、会場の500点から、どうぞ!」と言い、会場から手元のスイッチで投票。その際にはファンファーレが鳴る。ボード上の数字は水色（初期は豆電球=ドット式）で回転。
まれに会場の審査段階で合格者が出ることもある。石野真子（大阪大会＝豊中市民会館：テレビ放送日1977年2月13日）は、会場からの得点だけで合格ラインを超える280点を記録し、阿久悠らプロ審査員を驚かせた。石野は最終得点が530点（7人のプロ全員が合格と認めたため250点加算）になり1000点の過半数を独占した。ちなみに番組史上最高得点は桜田淳子の573点（秋田大会＝秋田県民会館：テレビ放送日1972年8月6日）。
この得点審査中、合格者が出た場合は外周の赤い豆電球が時計回りに回転する。合格者が出なかった場合は（出た場合でも）、ドラムロールをバックに司会者が「トップは○番の○点、その次は○番の○点」とアナウンスする。
続いて、司会者が「さあ、審査員の先生方の500点が伸びます!…どうぞ!」と言い、ドラムロールの音が鳴り続けながら（その際にはクラッシュシンバルを叩いて合図する）プロの点数が加算される。数字が回転するのと同時に豆電球が回転。会場の段階での合格者もプロの点数は加算されるが、豆電球は回転し続けたままである。失格の場合は点数の低い順から豆電球が消える。合格の場合、豆電球は回転したままで、数字はブラウン管と同じ原理で赤に変わり、目の前のパトライトが回転して合格を知らせる。
得点ボードが赤く付き、パトライトが回転して合格した瞬間、生バンドによるファンファーレが鳴り、萩本、谷&タモリが「○番の方、合格です!」と言った。さらに「合格！おめでとう！○番（画面では○の中に数字） ○○サン（クン）」の字幕スーパーが出た（坂本時代、きよし単独時代も同様）。
一度、萩本時代に『全国縦断選手権』というものが行われ、日本国内数箇所で予選を行い、それぞれの合格者が決勝に臨んだ（通常の決戦大会は行われなかった）。優勝者はデビューはしなかった。他の出場者はその次の決戦大会に出場したが、スカウトのプラカードは誰にも揚がらなかった。その中の一人に、後に『君こそスターだ!』でグランドチャンピオンになった、古賀栄子がいた。
谷・タモリ時代の5人時は、審査基準を歌唱力と個性に重点を置くため、会場の審査を歌っている最中に行っていた。舞台の中央（バンドボックス）左側にデジタル式の電光掲示板を設置し、画面の左下に緑のデジタル表示（クロマキー）を出していた。
合格者は、日本テレビ音楽学院（現・日テレ学院タレントコース）の入学案内書と、副賞として、全スポンサー6社（資生堂・江崎グリコ・アサヒビール(当時の清涼飲料水部門)・浅田飴・ナス・救心製薬・シャンソン化粧品・グロリア魔法瓶・ジャノメミシンほか）の内の3社から奨学金が贈られ、紺色のブレザーコートが羽織られる（この時『コングラチュレーション』のインストルメンタルがBGMとなる）。
また、挑戦者全員には、全6社スポンサーの内、「奨学金」に関わらなかった3社からの参加賞がプレゼントされる。なお「奨学金に関わった3社」と「参加賞に関わった3社」は週毎に変わっていた（すなわち全社から参加賞が出る事はなかった）。番組後年（きよし単独時代後期から）、1分スポンサーが縮小した為、毎週固定スポンサーの賞品となった。
合格者が出ると最後はバンザイをして締めくくり、エンディングとなった。しかし、全員失格だった場合はエンディングの際、萩本時代は「バンザーイ、なしよ!」とポーズをとって締めくくった。これは、合格者が出なかった時に会場全体の空気が重苦しくなるため少しでも場を明るくしたいとの思いから萩本が思いついたもので、これも彼のギャグのひとつになった。なお、谷&タモリ時代は「ゴメン!」の一言だけ、坂本時代は「残念!」の一言だけだった。

#### 坂本・石野時代
テレビ予選は1回8人まで。予選会の二次→最終審査は30人→16人。
二部構成で、パート1は8人がメドレー形式で歌い、100人の観客が審査する。持ち点は各自1点。点数の高い者がパート2へ進む。その人数は当初は5人、途中から4人に削減。
パート2はハンドマイクで一人1曲、1コーラス歌い、プロの審査を受ける。歌う曲目はパート1と異なる。
結果発表の時、舞台に挑戦者が座っている巨大なデジタル式の電光掲示板が登場。5人の審査員の点数が一人ずつ個別に表示される。ドラムロールが流れる中、坂本が「○○先生、得点（または点数）どうぞー！」と言う。そしてファンファーレが流れる中、審査員の似顔絵が描かれたランプが点灯して点数が表示される。持ち点は審査員1人につき60点が基準で、クリアすれば赤い豆電球が回転。5人の合計が300点に達すれば合格で、豆電球が上下を取り囲んで回転し、目の前のパトライトが回転し、生バンドによるファンファーレが鳴り、坂本が「○番、○点！おめでとうー！」と初代の萩本時代、2代目の谷&タモリ同様の言葉をかけていた。
中森明菜はこの時代、予選3回目の挑戦で合格（関東大会＝後楽園ホール。テレビ放送日1981年8月2日）。点数は、阿久悠：75、森田公一：70、都倉俊一：85、松田敏江：63、中村泰士：99の合計392点。この形式での史上最高得点である。中村は本当は100点満点をつけるつもりだったが、ボードは2桁までしか入らないため99点とした。
合格者には中規模のトロフィーが授与された。初代の萩本時代から、決戦大会の最優秀賞獲得者にゴールデントロフィーを授与していたが、通常でもトロフィーが登場するようになったのはこの頃が初めてである。
同代から「スター誕生!」の番組名ロゴ及び、テーマ曲が変更されている。司会者のマイクもマイクキャップ付きのマイクになり、坂本は灰色、石野は赤色のマイクキャップだった（坂本は前期の番組前半はネクタイピンマイクを装着して進行していた）。その後、4代目のきよしは灰色、やすしは茶色のマイクキャップだった（場合によっては変則的にマイクキャップの色も異なった回もある）。
なお、坂本九はナベプロの影響の強いマナセプロのタレントであり、彼を司会に起用したことについて日本テレビがナベプロとの和解を模索したと評されている。エンディングテーマは坂本の曲「上を向いて歩こう」で、坂本本人が歌っていた。
また、石野は同番組の第20回決戦大会でスカウトされ、歌手デビューから3年後の司会起用であった。

#### きよし単独時代
テレビ予選は1回6人（予選会の二次→最終審査は20人→12人）、放送時間短縮後は5人が登場。一人1曲歌う（スタンドマイクの前に立って。決戦大会ではハンドマイク）。
審査時には坂本時代と同様に舞台に巨大なパネルが登場、挑戦者も座っている。ティンパニロールが鳴り、星の形の10個の電光ランプが8個以上点灯すると合格となり、決戦大会に進出となる。
決戦大会の選考方法が違うので、決戦大会の項目を参照。

#### やすきよ時代

##### 前期（1982年10月24日-12月12日）
テレビ予選は1回15人が登場し、一人1曲歌う。審査は歌っている最中に行われ、結果は背後の大きな星型の電光掲示板が合格ラインに達すれば合格となり、自動的に決戦大会に進出となった。しかし、やすきよ時代の決戦大会は1回しか行われなかった。詳しくは決戦大会の項目を参照。また、このやすきよの代から、再び萩本、谷&タモリ時代の番組名ロゴに戻る。

##### 後期（1983年1月23日-最終回）
正式タイトルを「スター誕生!～全国選抜歌の選手権～」と改めた。ルールも大幅に変更され、決戦大会をなくし、勝ち抜き制となった。一人1曲歌い、即座に審査結果が発表される。5人の審査員の合計が350点（持ち点は1人につき70点が基準）をクリアすると次の週に進んだ。そして7週連続勝ち抜くとグランドチャンピオン(GC)に認定。天井から紙吹雪が舞い（紙テープと風船は入っていなかった）、審査員から賞状とゴールデントロフィーが授与された。
この回から「グランドチャンピオン」のフレーズが出て来た。それまでは通常大会や決戦大会でも単に「合格」であり、さらに決戦大会合格者の中からは「最優秀賞」と表現していた。
GC達成の瞬間、「おめでとう!!グランドチャンピオン!!」の字幕スーパーが大きく出た。表彰の際には「1週目『○○（曲目）』×××点…」というように全ての歌った曲目と獲得点数の字幕ロールが出る。この回から、挑戦者がプロ・アマ問わなくなり、プロにはなったものの、ヒット曲に恵まれなかった元プロ歌手も出場していた。

### 決戦大会
1クール（3か月）に1回、合格者が7、8人たまったところで、観客席に芸能事務所、レコード会社のスカウトマンを集めて行われた。通常通り1人1曲、1コーラス歌い、審査員がコメントし、スカウトマンが質問した。なお萩本時代のみ、萩本が所属している浅井企画が参加し、毎回珍妙な質問を行っていた。
坂本時代までは、全ての出場者が歌い終わった後、バンドの左側に決戦大会専用の「お立ち台」が設けられ、結果発表となった。出場者が一人ずつお立ち台に出て、それぞれがスカウトマンに対しスカウトしてくれるようにアピールした。「○番、○○です。一生懸命歌いました。よろしくお願いいたします！」というフレーズは、多くの挑戦者が口にした。スカウトマンの中には、元ザ・タイガースのタローや元ヴィレッジシンガーズのヴォーカルの清水道夫、ビクターレコードでの飯田久彦などがいた。司会者の「どうぞー！」の合図と、ドラムロールが鳴り、スカウトする意思があれば、会社の名前が書かれたプラカードを揚げた。特に萩本時代、なかなかスカウトマンがプラカードを揚げない状況が続くと「お願い、勝たせてあげてよー！」という台詞もよく出た。プラカードが揚がった瞬間にファンファーレが鳴り、司会者が「揚がりましたー！おめでとうございまーす！」と言っていた。
規則では、1社しか挙がらなくても合格として認められていたが、その後、会社の組み合わせができなければ保留、あるいは失格となった（事務所のみ、あるいはレコード会社のみ等は組み合わせに時間がかかり調整した）。もちろん1社からも指名されずに涙を呑んだ挑戦者もいた。そして、合格者（スカウトされた挑戦者）の中から1人「最優秀賞」が審査員から発表された。その他、最優秀賞の次に優秀だった合格者に「審査員特別賞」が、まれに失格者の中から1人、審査員の裁量で次の決戦大会への挑戦権が優先的に与えられる「審査員奨励賞」が発表された。
12年間の最高指名社数は、桜田淳子の25社。その他では山口百恵、新沼謙治に対して20社、黒木真由美と渋谷哲平が18社、伊藤咲子-17社、石野真子-16社、清水由貴子-14社、森昌子-13社、中森明菜-11社、岩崎宏美とピンク・レディーが8社、岡田有希子-4社、柏原芳恵と小泉今日子が3社、等。最少指名社数1社の合格者には、日本フォノグラムのみにスカウトされた神保美喜、渡辺プロダクションのみにスカウトされた松本明子などがいる。
現存する番組の一番古い映像は、桜田淳子の秋田県テレビ予選出場者の選考会フィルム。森昌子・桜田淳子・山口百恵の決戦大会の映像は残されていない。音声のみのテープと写真が存在するだけである。決戦大会で山口百恵は、東宝レコードスカウトマンの「百恵ちゃんは足は太いほうですか」の質問に、「はい、太いです」と返答した。
きよし単独時代の決戦大会は、スカウトマンが2名までスカウトして投票する形式で、投票後に即集計された。結果発表では挑戦者が「おめでとう！（会社名列挙）以上x（数字）社が貴方をスカウトしました。」と書かれた紙が入った封筒を持って待っていた。その後挑戦者が一人ずつ最前列に立って開封、獲得意思のある会社名が書かれていたら合格となり、「ありました」または「受かりました」などと言った。ファンファーレが鳴り、「おめでとう！（合格者氏名）さん」というテロップが出る中で天井から紙吹雪が舞い（この時期から紙吹雪の演出を始める）、トロフィーが授与された。逆に書かれていなかったら失格となり、「ありませんでした」または「受かりませんでした」と言って退場した。この方式でスカウトされたのは、吹田明日香、松尾久美子、松本明子である。
やすきよ時代の決戦大会は、1982年12月19日・26日の2週に亘って行われた。事実上準決勝となるパート1は全合格者が一人1曲歌い、事実上決勝となるパート2に進める10人が選ばれた。パート2は10人が歌ったあと、スカウトマンが質問。そして萩本・谷&タモリ・坂本時代と同様に、スカウトマンに対し、スカウトしてくれるように呼びかけた。スカウトされたらきよし単独時代同様、「おめでとう！（合格者氏名）さん」というテロップが出る中で天井から紙吹雪が舞い、トロフィーが授与された。この方式でスカウトされたのは、岡田有希子（当時は「佐藤佳代」。この回のみTVのOAはなし）、太田貴子、高橋美枝である。
この番組は歌手デビューがメインのオーディション番組だったが、決戦大会でプラカードが挙がってもデビュー出来なかった合格者、歌手以外の芸能人でデビューして有名になった挑戦者は数多くいる。10回決戦大会：1名、11回：1名、12回：1名、17回：3名（一人は最優秀賞受賞者）、19回：1名など。逆に決戦大会では失格になったものの、別口でスカウトされてデビュー、有名になったケースもある。例えば、全日本女子プロレスから女子プロレスラーとしてデビューしたマッハ文朱(5回)、決戦大会当日(44回)は指名しなかったボンドより翌年原宿でスカウトされデビューした本田美奈子、後にヤマハPOPCONでグランプリを獲得しデビューした本田美緒(35回)、14歳の時に決戦大会に出場し不合格だったが1983年に歌手デビューした井上あずみなど。

## その他のコーナー
挑戦者全員の歌の審査が終わったあと、結果発表が出るまでの間、全挑戦者をリラックスさせるため、ゲストとともにいろいろなゲームを行っていた。特に萩本司会時代が知られ、「欽ちゃんと遊ぼう」コーナーと呼ばれており、「こっちむいてホイ!」「ドビン・チャビン・ハゲチャビン」「フルーツバスケット」「古今東西」「あなたにお名前差し上げます」等の数多くのゲームが生まれた。またリンリン・ランランが加入後は、「振りまねコーナー」といって、リンリン・ランランやピンク・レディーのヒットソングの振りまねをやる事が有った。このコーナーから、黒部幸英（「欽ちゃんコーナー初代チャンピオン」、ニックネーム・クロベエ）、西山浩司らがブレイクし、いずれも萩本にスカウトされた。コーナー冒頭でアシスタントの井上れい子が「審査の集計が出るまで、欽ちゃんと一緒に遊びましょうね」と言っていた。さらに萩本はこのコーナーの企画を手掛けていた。また、谷&タモリ時代にも、タモリのみ出演だが同様のコーナーが行われていた。さらにきよし単独時代にも「仲よしきよし」のコーナーがあった。
「欽ちゃんと遊ぼう」コーナーは萩本がアドリブで始めたもので、「番組を観る人が増えればスターもたくさん出るだろう」という考えもあっての企画だった。しかし、当番組を本格的なオーディション・スカウト番組にしようと考えていた阿久悠は難色を示し、当初は阿久に同調した審査員らがコーナーの間は退席していた。その後、スタッフによる執り成しや、コーナーの評判がよく番組の視聴率も上がったことで両者は和解した。「審査員は気を遣って席を外してくれていた」と思っていた萩本は、審査員らの真意と反省の弁を聞いて驚いたという。
決戦大会の合格者が出演し、萩本ら司会者やアシスタントの井上れい子の問いかけに答える形で報告する「スタ誕情報局」コーナーも設けられた。合格者の大半は、芸名とデビューの予定月日を告知する。その芸名は、時によっては視聴者から公募する事もあったが、せっかく公募しても採用されずに、本名が芸名になる事もしばしばあった（桜田淳子、山口百恵、伊藤咲子など）。
また、番組出身の新人歌手を紹介するデビューコーナーがある。デビュー曲発売一週目前から四週にわたりタイトルと歌手名のオブジェを客席に設けステージセットとして使い、新人歌手を大々的にアピールした。最終週はメインステージに移り、生バンドの前で歌を披露した。後年は歌手サイドの意向により様々な演出があった。

### 正月特番『正月公演シリーズ』
1975年から1981年までの毎年1月3日（1976年のみ1月2日）には、萩本欽一を始めとするレギュラーや、番組出身者が集まっての正月特番『正月公演シリーズ』が放送されていた（現在の『新春スポーツスペシャル箱根駅伝』の枠）
スター誕生! 欽ちゃん一座正月公演
放送日時：1975年1月3日（金曜） 13:00 - 14:55
初の正月特番。かつて当番組に出場しながら失格、当時女子プロレスラーとして売り出し中のマッハ文朱も出演、山口百恵との共演と相成った。
欽ちゃん一座正月公演
放送日時：1976年1月2日（金曜） 14:00 - 15:20
萩本欽一正月公演「欽ちゃんのもうコレッキリデスカ！」
放送日時：1977年1月3日（月曜） 9:00 - 10:55
この回から朝の放送となる。この年の3月限りで花の高三トリオが解消されるため、それに先立ち、番組では「ファイナルコンサート」を開催、またトリオが豊川稲荷に参拝に行った場面も放送された。
恒例! 欽ちゃん一座正月公演「血闘! ミラクル光線対モモイロ光線」
放送日時：1978年1月3日（火曜） 9:00 - 10:55
恒例欽ちゃん一座正月公演
放送日時：1979年1月3日（水曜） 9:00 - 10:55
この回のみ、後述のDVD-BOXに収録されている。
恒例! 欽ちゃん一座正月公演〜しなやかに笑って'80〜
放送日時：1980年1月3日（木曜） 9:00 - 10:55
この年に萩本欽一が司会を勇退し、また山口百恵もこの年で引退するため、2人ともこの回が最後となった。
スタ誕! 一座正月公演
1981年1月3日（土曜） 9:00 - 11:45
谷隼人とタモリが司会となっての回だったが、これが最後となった。オープニングは『夜のヒットスタジオ』（フジテレビ系列）の「メドレー」のパロディ、その後は「書初め披露」・音楽コント「タモリの専門学校」・日本舞踊・クイズ合戦「スタ誕! 10周年ウルトラクイズ」（『スタ誕』出場者に関する4択クイズ(問題該当者は答えられない)、そしてラストは筆記クイズ「番組センターの階段の段数は?」(正解は10段)）、そしてメインは番組出身者の家族代表が出演し歌まねを披露、阿久悠らレギュラー審査員に審査する「スタ誕!ファミリー歌合戦」で、渋谷哲平チーム（母親が出演）が優勝、ハワイ旅行を獲得した。

## 公開録画と収録場所
原則として毎月2回、東京都内にある後楽園ホールで2週分収録して、一般観覧客を招いて行なわれた。後楽園ホールがプロレスやプロボクシングなどの他興行や、メンテナンスで使用できない場合は、調布グリーンホールなど、郊外の公会堂を使用していた。
また、年に3、4回は、地方で公開録画も行なわれた。現地の日系人が出場してハワイ大会も行われた。1975年の沖縄海洋博会場からも公録が行われた。また、きよし単独時代はキャンプ形式で1度だけ山中湖のキャンプ場で公録を行い放送した（1982年8月1日放送分）。

## セットの変遷
萩本・谷&タモリ時代
上部に丸みを帯びた長方形の連なった模様の飾りが配置され、中央部にタイトルロゴがある（時期により金色の日本地図も併設されていた）。また、飾りの中には黄色（谷&タモリ時代は水色）のパネルが埋め込まれ、このパネルには提供スポンサー名が印刷されていた。長方形の飾りの外側には丸みを帯びた左右対称のL型の板があり、双方に番組シンボルマークが飾られていた（谷&タモリ時代以降はマークの色彩が変更、バックが銀色で竪琴と獅子が青系となった）。飾りの下には大階段があり、挑戦者がイントロと共にスタンドマイクの前に駆け下りてくる。階段の両脇には萩本時代は大きな手摺りと造花が飾られていたが、谷&タモリ時代には撤去された。ビッグバンドの配列は、階段の右半分は右からグランドピアノ（下段）・女性コーラス（上段）→ギター系（下段）・女性コーラスの待機場所→アコーディオン（横森良造）→チューブラーベル（上段、コーラスの待機場所とアコーディオンは1978年からシンセサイザー用のスペースになる）。1979年 - 80年にはギター系の下に電気ピアノが入ることもあった。左半分はドラムス→ブラスで、指揮者は左半分側にいた。また、1970年代後半にはドラムスの下にラテンパーカッションが入った（配列は後楽園ホールでの収録の場合を基準にしている。地方の公会堂では配列が逆になっていた）。舞台の上手（右側）には、番組出身者の写真が飾られていた。ちなみに、野外での収録（前述のハワイ大会や沖縄海洋博等）の際には階段とビッグバンドのない簡素なセットになり、バンドは別の場所で演奏していた。挑戦者5人時代、舞台下手にある電光掲示板の上部には、左側はタイトルロゴ（両代共通）、右側は萩本時代は放送回数、谷&タモリ時代は収録場所のある都市名（たとえば後楽園ホールなら「東京」）が掲げられていた。電光掲示板のあるセットは、決戦大会時にはボードが伏せられ、挑戦者の番号とネームプレートとパトライトのある透明な（時期により色付き）ボックスとパイプ椅子が撤去された。ボードは、7人時には上段から「第」「xx」「回」「決」「戦」「大」「会」、5人時には「第xx回」「決」「戦」「大」「会」と記されていた。
坂本時代
ビッグバンドは中央から左寄りのピット内に収められ、右側に階段がある。バンドの配列は、中央側がグランドピアノ→ドラムス（下段）・シンセサイザー→ギター系（中段）・ラテンパーカッション→女性コーラス（上段）、左側はブラスで、その手前に指揮者がいた。下手・上手と階段上部にはカーテン付きの衝立（階段上部はやや大型。上手には提供スポンサー名が掲げられている）。背景は通常は青系である。
きよし単独時代
ビッグバンドは坂本時代と同様にピット内に収められているが、萩本・谷&タモリ時代のものと似ている。バンドの配列は、階段の右半分は右からグランドピアノ→シンセサイザー（下段）・ギター系（中段）・女性コーラス→ラテンパーカッション（上段）、左半分はドラムスとブラスで、その手前に指揮者。下手・上手にはカーテン付きの衝立。その上に提供スポンサー名が掲げられている。背景は通常は青系であるが、結果発表の時に巨大なパネルが登場する（決戦大会時にはセットの一部になり、結果を見て「合格」なら星型のランプが点滅する）。また、背景を隠すため、タイトルロゴが印刷された左右両開きのスライド式の板もある。
やすきよ時代
中央の階段がなくなり、オーケストラピットが中央に集中し、その代わりに左右に階段が設けられた。また、『スター誕生!』のロゴの星の部分に電飾が埋められた。提供スポンサーは前期は1社ずつ両方のL型の板にパネルで張られ、後期は右側に集約されていた。
審査員席
萩本時代の7人時の途中までと坂本時代、きよし単独時代の放送時間短縮後は客席の最前列で（特設のテーブルがあった）、それ以外は舞台の上手にて審査していた。
ちなみに(どの司会者の時代の話かは不明だが)、『スタ誕』出身者がデビューする時は、本人の芸名とデビュー曲のタイトルを大きな文字(一文字数十cmほどの大きさ)で作ったセットが客席に組まれ、その前で歌うのがお約束だった。

## 出場者

### デビューした歌手とその他合格者
- ここでは、決戦大会の審査を経てデビューした歌手とその他決戦大会合格者を記述する。
- デビューした歌手（88組92人[7]）(下の西暦はデビュー年)

1972年
森昌子、三橋ひろ子、コスモス（立井雅子・田村悦子）、藤本哲也
1973年
南陽子、鷲と鷹（小林茂・渋谷弘）、桜田淳子、長田たいじ、池田正臣、山口百恵、松下恵子、すみあきくん、最上由紀子、シルビア・リー、宮本賢治、藤正樹、おがた愛、菅原昭子、堺淳子、緑川真、城みちる
1974年
松田新太郎、伊藤咲子、しのづかまゆみ、石江理世、小林美樹、米永透、梶たか子、麿こうじ、渡辺秀吉、柴葉子
1975年
片平なぎさ、小川真代、黒木真由美、岩崎宏美、目黒ひとみ
1976年
新沼謙治、北村優子、神保美喜、朝田のぼる、横本メイ、ピンク・レディー（増田恵子・根本美鶴代）、浦部雅美
1977年
神田広美、清水由貴子、久木田美弥、谷ちえ子、ものえ和恵、梓真由美
1978年
岩城徳栄、渋谷哲平、石野真子、豊田清、大橋恵里子、金井夕子、北野玲子、成田誠
1979年
ポップコーン（加本ひろの・加本あつの）、川崎公明、菅沢恵子、井上望
1980年
北原裕、柏原よしえ、甲斐智枝美、鯨井ゆかり、杉田愛子
1981年
矢野良子、水谷大輔
1982年
中野美紀、小泉今日子、中森明菜、水谷絵津子、ルー・フィン・チャウ
1983年
堤久美子、宮原巻由子、松尾久美子、松本明子、吹田明日香、河上幸恵、太田貴子、愛田悦子、高橋美枝、小椋幸子、滝里美
1984年
佐藤佳代（岡田有希子）、田中さとみ、鈴木ゆかり
1985年
宮野比呂美

### 合格者の詳細
- 基本的に合格した時期が早い順番から表記。

| 決戦大会の回数、 開催日または放映日 | 名前                                      | 決戦大会での歌唱曲 （原曲の歌手名）             | 決戦大会での評価、 スカウト数など                                      | 所属事務所 （デビュー時）            | レコード会社 （デビュー時）                            | デビュー日     | デビュー曲                         | 備考 |
| ----------------------------------- | ----------------------------------------- | ----------------------------------------------- | ---------------------------------------------------------------------- | ------------------------------------ | ------------------------------------------------------ | -------------- | ---------------------------------- | --- |
| 第1回決戦大会 ・1971年              | 森昌子                                    | 「涙の連絡船」 （都はるみ）                     | 最優秀賞を受賞、初代グランドチャンピオン。                             | ホリプロダクション                   | 徳間音楽工業                                           | 1972年7月1日   | せんせい                           | 13歳で出場。番組からのデビュー第1号。デビューの翌年から、同じ『スタ誕』出身の山口百恵、桜田淳子とともに「花の中三トリオ」と呼ばれ始める。                                      |
| 第1回決戦大会 ・1971年              | 柴葉子                                    |                                                 |                                                                        |                                      |                                                        | 1974年         | 白い羽根                           | |
|                                     | 長田たいじ （現・おさだたいじ）           |                                                 |                                                                        |                                      |                                                        | 1973年         | 女の未練                           | |
|                                     | 三橋ひろ子 （みつはし・ひろこ）           |                                                 |                                                                        |                                      |                                                        | 1972年         | 私の花言葉                         | 番組からのデビュー第2号。 |
|                                     | コスモス （立井雅子、田村悦子）           |                                                 |                                                                        |                                      |                                                        | 1972年         | 若草物語                           | スタ誕出身デュオグループ第1号。 |
|                                     | 藤本哲也                                  |                                                 |                                                                        |                                      |                                                        | 1972年         | 冬の旅                             | |
|                                     | 緑川真                                    |                                                 |                                                                        |                                      |                                                        | 1973年         | 高校時代                           | |
|                                     | 鷲と鷹 （小林茂、渋谷弘）                 |                                                 |                                                                        |                                      |                                                        | 1973年         | さすらい渡り鳥                     | ソフトロック系デュオグループ。 |
|                                     | 南陽子                                    |                                                 |                                                                        |                                      |                                                        | 1973年         | 赤い花まつり                       | |
|                                     | 堺淳子                                    |                                                 |                                                                        |                                      |                                                        | 1973年         | 祭りの想い出                       | |
|                                     | 最上由紀子 （さいじょう・ゆきこ）         |                                                 |                                                                        |                                      |                                                        | 1973年         | 初恋                               | |
|                                     | 池田正臣                                  |                                                 |                                                                        |                                      |                                                        | 1973年         | われしのぶ                         | |
| 第4回決戦大会 ・1972年9月6日        | 桜田淳子                                  | 「見知らぬ世界」 （牧葉ユミ）                   | 最優秀賞を受賞、グランドチャンピオン。番組史上最多の25社からスカウト。 | サンミュージック                     | ビクター音楽産業                                       | 1973年2月25日  | 天使も夢みる                       | 14歳で出場。テレビ予選では、番組史上最高得点となる573点で合格した。「花の中三トリオ」の一人。                                                                                  |
| 第4回決戦大会 ・1972年9月6日        | 菅原昭子                                  |                                                 |                                                                        | 日活音楽芸能                         | ポリドールレコード（現：ユニバーサルミュージック       | 1973年9月1日   | 十七才の行進曲                     | |
| 1972年12月                          | 山口百恵                                  | 「回転木馬」 （牧葉ユミ）                       | 準優勝し、20社からスカウト                                             | ホリプロ                             | CBS・ソニー                                            | 1973年5月21日  | としごろ                           | 「花の中三トリオ」の一人。 |
|                                     | シルビア・リー                            |                                                 |                                                                        |                                      |                                                        | 1973年         | 霧のエトランゼ                     | 『スタ誕』出身外国人タレント第1号。韓国出身。 |
|                                     | 松下恵子                                  |                                                 |                                                                        |                                      |                                                        | 1973年         | 花嫁の父                           | |
|                                     | すみあきくん                              |                                                 | 優勝。                                                                 |                                      |                                                        | 1973年         | 満員電車                           | デビュー曲「満員電車」は、すみあきくんの自作曲。 |
|                                     | 宮本賢治 （現・宮本けんじ）               |                                                 |                                                                        |                                      |                                                        | 1973年         | さすらい                           | |
|                                     | 麿こうじ                                  |                                                 |                                                                        |                                      |                                                        | 1974年         | 悲しみの湖                         | |
| 第6回決戦大会 ・1973年3月           | 藤正樹                                    | 「新潟ブルース」 （美川憲一）                   | 最優秀賞を受賞、グランドチャンピオン。                                 | ホリプロ                             | キャニオンレコード                                     | 1973年7月25日  | 忍ぶ雨                             | 15歳でデビュー。 |
|                                     | おがた愛                                  |                                                 |                                                                        |                                      |                                                        | 1973年         | 別れのブラック・コーヒー           | |
| 第7回決戦大会 ・1973年              | 城みちる                                  |                                                 | グランドチャンピオン。                                                 | 長良プロダクション                   | 東芝EMI                                                | 1973年12月20日 | イルカにのった少年                 | |
|                                     | 石江理世 （いしえ・みちよ）               |                                                 |                                                                        |                                      |                                                        | 1974年         | 目かくし                           | ソロデビュー後の1977年10月に同じ『スタ誕』出身の目黒ひとみ、黒木真由美とともに3人グループの「ギャル」を結成。                                                                  |
| 第8回決戦大会 ・1973年9月30日放送   | 伊藤咲子                                  | 「見捨てられた子のように （北原ミレイ）         | 優勝                                                                   | オフィス・トゥー・ワン               | 東芝EMI                                                | 1974年4月20日  | ひまわり娘                         | 15歳で出場。 |
| 第8回決戦大会 ・1973年9月30日放送   | しのづかまゆみ （現:篠塚満由美）          |                                                 | 最優秀賞を受賞、グランドチャンピオン。                                 |                                      | ビクター音楽産業                                       | 1974年5月25日  | パパはもうれつ                     | 歌手デビュー後、1980年代後半にものまねタレントとして活躍した。 |
| 第8回決戦大会 ・1973年9月30日放送   | 松田新太郎                                |                                                 |                                                                        |                                      |                                                        | 1974年2月1日   | 君でいっぱい                       | |
| 第8回決戦大会 ・1973年9月30日放送   | 米永透                                    |                                                 |                                                                        |                                      |                                                        | 1974年         | あれから                           | |
| 第8回決戦大会 ・1973年9月30日放送   | 目黒ひとみ                                |                                                 |                                                                        |                                      | ビクター音楽産業                                       | 1975年12月20日 | わたしのシュガー・ボーイ           | ソロデビュー後の1977年10月に3人組「ギャル」のメンバーとして活動。 |
| 第9回決戦大会 ・1973年12月30日放送  | 小林美樹                                  |                                                 |                                                                        | 芸映                                 | NAVレコード                                            | 1974年7月25日  | 人魚の夏                           | 歌手引退後はアナウンサーとして活動。 |
| 1974年                              | 片平なぎさ                                |                                                 |                                                                        | ホリプロ                             | 東芝EMI                                                | 1975年1月20日  | 純愛                               | デビューしたが3年後に歌手活動を休止して女優に転向し、その後多くの2時間ドラマの主役などで活躍。                                                                                 |
|                                     | 梶たか子                                  |                                                 |                                                                        |                                      |                                                        | 1974年         | 京都初雪                           | |
| 第10回決戦大会 ・1974年4月放送      | 渡辺秀吉                                  | 「僕のお嫁さん」 チューリップ                   | グランドチャンピオン。                                                 | ホリプロ                             | NAVレコード                                            | 1974年         | ぼくはもう一度恋をする             | |
|                                     | 小川真代 （おがわ・まさよ）               |                                                 |                                                                        |                                      |                                                        | 1975年         | それでも私は                       | |
| 第11回決戦大会 ・1974年7月17日      | 岩崎宏美                                  | 「あなた」 （小坂明子）                         | 最優秀賞を受賞し、8社からスカウト。                                    | 芸映                                 | ビクターレコード                                       | 1975年4月25日  | 二重唱 (デュエット)                | |
| 第11回決戦大会 ・1974年7月17日      | 黒木真由美                                | 「強いほうがいい」 （平田隆夫とセルスターズ）   | 審査員特別賞を受賞し、18社からスカウト。                               | 小澤音楽事務所                       | キングレコード                                         | 1975年3月25日  | 好奇心                             | テレビ予選では山口百恵の「青い果実」を歌唱。ソロデビュー後の1977年10月に3人組「ギャル」のメンバーとして活動。                                                                  |
| 第12回決戦大会 ・1973年12月         | 北村優子                                  |                                                 | グランドチャンピオン。                                                 | 新栄プロダクション                   | ビクター音楽産業                                       | 1976年2月25日  | 若草のデート                       | |
| 決戦大会 ・1975年                   | 新沼謙治                                  | 「哀恋記」 （五木ひろし）                       | 男性史上最多の17社からスカウト。                                       | 第一プロダクション                   | 日本コロムビア                                         | 1976年2月1日   | おもいで岬                         | 予選会を4度落選し、5度目の予選にしてようやく本戦出場を果たす。 |
| 決戦大会 ・1975年                   | 横本メイ                                  | 「グッド・バイ・マイ・ラブ」 （アン・ルイス）   |                                                                        |                                      |                                                        | 1976年         | すてきな貴方                       | ハワイ出身。 |
| 第15回決戦大会 ・1975年             | 久木田美弥                                |                                                 |                                                                        | ホリプロ                             |                                                        | 1977年3月      | 少女自身                           | |
| 第15回決戦大会 ・1975年             | 神保美喜                                  | 「天使のくちびる」 （桜田淳子）                 | 最優秀賞を受賞                                                         | サンミュージック                     | フィリップス・レコード（現：ユニバーサルミュージック） | 1976年3月25日  | はじめてのワルツ                   | |
| 第15回決戦大会 ・1975年             | 朝田のぼる                                | 「みれん心」 （細川たかし）                     | 審査員特別賞を受賞                                                     | サンミュージック                     | 徳間音楽工業                                           | 1976年5月1日   | 白いスカーフ                       | |
| 第15回決戦大会 ・1975年             | 浦部雅美 （現:うらべまさみ）              |                                                 |                                                                        | サンミュージック                     |                                                        | 1976年         | 少し遠出をしてみませんか           | |
| 第16回決戦大会 ・1976年2月18日      | 清水由貴子                                | 「なごり雪」 （イルカ）                         | 最優秀賞を受賞、グランドチャンピオンとなり、14社からスカウト。         | 芸映                                 | CBS・ソニー                                            | 1977年3月1日   | お元気ですか                       | |
| 第16回決戦大会 ・1976年2月18日      | ピンク・レディー （増田恵子・根本美鶴代） | 「部屋を出て下さい」 （ピーマン）               |                                                                        | T&C ミュージック                     | ビクター音楽産業                                       | 1976年8月25日  | ペッパー警部                       | |
|                                     | 神田広美                                  |                                                 | 優勝。                                                                 |                                      | ポリドール・レコード                                   | 1977年1月21日  | 人見知り                           | 歌手としてデビューした後、作詞家に転向した。 |
|                                     | 谷ちえ子                                  | 「青い月夜の散歩道」 （石川さゆり）             |                                                                        |                                      |                                                        | 1977年6月1日   | 花の女子高数え歌                   | |
|                                     | ものえ和恵                                |                                                 |                                                                        |                                      |                                                        | 1977年         | 帰っちまえ                         | |
| 1977年                              | 梓真由美                                  |                                                 |                                                                        |                                      |                                                        | 1977年9月25日  | 白い猫おいで                       | |
| 第19回決戦大会                      | 岩城徳栄 （いわき・とくえ）               | 「さすらいの町」 （中尾ミエ）                   |                                                                        | 新栄プロダクション                   | キングレコード                                         | 1978年1月10日  | ダウン・タウン・ベイビー           | 同番組からの50組目の合格者。後に愛称の“ピー子”を芸名に『独占!女の60分』（テレビ朝日）のレポーターとしても活躍した。                                                            |
| 第20回決戦大会 ・1977年3月23日      | 石野真子                                  | 「天使のらくがき」 （ダニエル・ビダル）         | 16社からスカウト。                                                     | バーニングプロダクション             | ビクター音楽産業                                       | 1978年3月25日  | 狼なんか怖くない                   | 本選の大阪大会では審査発表で会場の一般審査員の得点だけで合格点に達した（最終得点は530点）。デビューから3年後の1981年には、『スタ誕』の司会を坂本九と共に務めた。               |
| 第20回決戦大会 ・1977年3月23日      | 渋谷哲平                                  | 「ぼくの妹に」 （加山雄三）                     | 最優秀賞を受賞。                                                       | サンミュージック                     | 日本コロムビア                                         | 1978年2月1日   | 朝日に向って                       | |
|                                     | 大橋恵里子                                | 熱帯魚 （岩崎宏美）                             |                                                                        | NPプロ                               | 日本コロムビア                                         | 1978年6月1日   | 経験シーズン                       | 高校3年生の時に出場。同じく『スタ誕』出身でデビュー同期の岩城徳栄と並ぶ元祖バラドル。                                                                                          |
|                                     | 豊田清                                    | 「あずさ2号」 （狩人）                          |                                                                        |                                      |                                                        | 1978年         | 青春PART1                          | 後にプロボウラーに転向。 |
| 第23回決戦大会                      | 金井夕子                                  | 片想い （中尾ミエ）                             | 最優秀賞を受賞。                                                       | 第一プロダクション                   | キャニオン・レコード                                   | 1978年6月20日  | パステルラヴ                       | 初出場した18回決戦大会では不合格となったが、2度目挑戦となる第23回決戦大会で合格。                                                                                              |
|                                     | 北野玲子                                  | 「何が私に起こったか」（伊藤咲子）              |                                                                        |                                      |                                                        | 1978年         | 初恋景色                           | 元は北海道中央バスのバスガイドだった。 |
| 第25回決戦大会 ・1978年9月          | 川崎公明 （京壮亮を経て加川明に改名）     | 「おもいで岬」 （新沼謙治）                     | グランドチャンピオン。                                                 |                                      | 東芝EMI                                                | 1979年3月20日  | ひとりにしてくれ                   | 元は子役（劇団ひまわり）出身で、『スタ誕』出場後に歌手として再デビューした。                                                                                                   |
| 1978年                              | ポップコーン                              | あずさ2号 （狩人）                              |                                                                        | サンミュージック                     |                                                        | 1979年2月25日  | ブルーロマンス薬局（ファーマシー） | 決戦大会において兄妹デュオでは初の合格者。 |
|                                     | 菅沢恵子                                  |                                                 |                                                                        |                                      |                                                        | 1979年         | 哀しくて哀しくて                   | |
|                                     | 井上望                                    | 「コーラス・ガール」 （和田アキ子）             |                                                                        |                                      | ビクター音楽産業                                       | 1979年5月25日  | ルフラン                           | 歌手デビュー後、アニメソングなどの作詞・作曲を手掛けるようになる。 |
|                                     | 鯨井ゆかり                                | 「池上線」 （西島三重子）                       |                                                                        |                                      |                                                        | 1980年         | 街はおしゃべり                     | 二度目の決戦大会で合格。デビュー当初はOPAというラテン音楽グループと共に活動。                                                                                                  |
| 第29回決戦大会 ・1979年             | 甲斐智枝美                                | 「ジャスト・フィーリング」（金井夕子）          | 第29代グランドチャンピオン。                                           | ホリプロ                             | ビクター音楽産業                                       | 1980年6月21日  | スタア                             | |
| 1979年                              | 柏原よしえ （現:柏原芳恵）                | 「お元気ですか」 （清水由貴子）                 | グランドチャンピオン。                                                 | ゴールデンミュージックプロモーション | フィリップス・レコード                                 | 1980年6月1日   | No.1                               | |
|                                     | 北原裕                                    |                                                 |                                                                        |                                      |                                                        | 1980年         | 愛は今から                         | |
|                                     | 杉田愛子                                  | 「なみだの桟橋」 （森昌子）                     |                                                                        |                                      |                                                        | 1980年         | 花吹雪                             | |
|                                     | 堤久美子                                  | 「迷い道」 （渡辺真知子）                       |                                                                        |                                      |                                                        | 1983年         | 浜辺のマドリガル                   | |
|                                     | 宮原巻由子                                |                                                 |                                                                        |                                      |                                                        | 1983年         | 花明り                             | |
| 第32回決戦大会 ・1980年             | 水谷大輔                                  |                                                 | グランドチャンピオン。                                                 | ボンド企画                           | CBSソニー                                              | 1981年6月21日  | 星屑海岸                           | |
|                                     | 矢野良子                                  | 「オリビアを聴きながら」（杏里）                |                                                                        |                                      | RCAレコード                                            | 1981年3月21日  | ちょっと好奇心                     | 元は京都市内のOLだった。 |
| 第35回決戦大会 ・1981年             | 小泉今日子                                | 「彼が初恋」 （石野真子）                       |                                                                        | バーニングプロダクション             | ビクター音楽産業                                       | 1982年3月21日  | 私の16才                           | |
| 第35回決戦大会 ・1981年             | 中野美紀                                  |                                                 | 最優秀賞を受賞。                                                       | ビクター音楽芸能                     | ビクター音楽産業                                       | 1982年3月1日   | 未経験                             | |
| 第36回決戦大会                      | 河上幸恵                                  | 「いい日旅立ち」 （山口百恵）                   | 最優秀賞を受賞、第36代グランドチャンピオン。                           | ホリプロ                             | 日本コロムビア                                         | 1983年7月21日  | ブルー・エトランゼ                 | |
| 第37回決戦大会 ・1981年             | 田中さとみ                                |                                                 |                                                                        | マナセプロダクション                 | ポリドール・レコード                                   | 1984年5月1日   | 私の神様                           | |
| 第38回決戦大会 ・1981年11月18日     | 中森明菜                                  | 「夢先案内人」 （山口百恵）                     | 11社からスカウト。                                                     | 研音                                 | ワーナー・パイオニア                                   | 1982年5月1日   | スローモーション                   | テレビ予選3回目の挑戦では、『スタ誕』史上最高得点となる392点で合格。 |
| 第39回決戦大会                      | 水谷絵津子                                | 「大きな森の小さなお家」（河合奈保子）          | グランドチャンピオン。                                                 | プロダクションオーロラ               | 日本コロムビア                                         | 1982年5月21日  | キラリ・涙                         | |
| 第41回決戦大会 ・1982年5月          | 吹田明日香                                |                                                 | 第41代グランドチャンピオン。                                           | ミューズ・プロダクション             | ワーナー・パイオニア                                   | 1983年6月25日  | バ・ケー・ショ・ン                 | |
| 第41回決戦大会 ・1982年5月          | 松尾久美子                                |                                                 |                                                                        | 田中プロモーション                   | フォーライフ                                           | 1983年3月21日  | メモワール                         | |
| 第42回決戦大会                      | ルー・フィン・チャウ                      |                                                 | 第73代グランドチャンピオン。                                           |                                      | ポリスター                                             | 1982年12月24日 | スター誕生                         | ベトナム出身。デビュー曲は谷村新司が作詞作曲を手掛けた。 |
| 第44回決戦大会 ・1982年             | 松本明子                                  | 「Summer Beach～オレンジの香り～」 （松田聖子） |                                                                        | 渡辺プロダクション                   | VAP                                                    | 1983年5月21日  | ♂×♀×Kiss（オス・メス・キス）       | 歌手デビュー後、1980年代後半からはバラドルとして活躍。 |
| 第45回決戦大会 ・1982年             | 太田貴子                                  |                                                 |                                                                        |                                      | 徳間音楽工業                                           | 1983年7月25日  | デリケートに好きして               | 歌手デビューと同時に同曲（オープニング）およびカップリング「パジャマのままで」（前期エンディング）を主題歌としたアニメ『魔法の天使クリィミーマミ』で主演声優としてもデビュー。 |
| 第45回決戦大会 ・1982年             | 高橋美枝                                  | 「けんかをやめて」 （河合奈保子）               |                                                                        | プロダクション尾木                   | CBS・ソニー                                            | 1983年11月21日 | ひとりぼっちは嫌い                 | 歌手活動休止後は作詞家「風堂美起」として活動。 |
| 第46回決戦大会 ・1983年3月30日      | 岡田有希子 （当時は本名の「佐藤佳代」）   | 「スローモーション」 （中森明菜）               |                                                                        | サンミュージック                     | キャニオンレコード                                     | 1984年4月21日  | ファースト・デイト                 | |
|                                     | 宮野比呂美                                |                                                 |                                                                        |                                      |                                                        | 1985年         | 横浜ジゴロ                         | |
|                                     | 愛田悦子                                  |                                                 |                                                                        |                                      |                                                        | 1983年         | まわり道                           | |
|                                     | 小椋幸子                                  |                                                 |                                                                        |                                      |                                                        | 1983年         | 初恋しぐれ町                       | |
| 1983年                              | 滝里美                                    | 「迷い道」 （渡辺真知子）                       | グランドチャンピオン。                                                 | サンミュージック                     | テイチクレコード                                       | 1983年11月     | 東京ジンタ                         | 中学1年生から毎年「スタ誕」に挑戦し、6回目でようやく決戦大会に進み合格。決戦大会出場時は准看護師として働いており、デビュー決定を機に退職。                                     |
|                                     | 鈴木ゆかり                                |                                                 |                                                                        |                                      |                                                        | 1984年         | 新プロ野球小唄 中日編              | |

以下は決戦大会のその他合格者。
- 中尾浩美は、第15回決戦大会（1975年）で合格。
- 久保田篤は、第33回決戦大会(1980年)に出場したが番組を通してのソロデビューはせず。後にいいとも青年隊の一員として「恋の爆弾ストリート」でデビューした。
- 北島美智代は、中学3年生（1968年12月3日生まれ）だった1983年に7週連続勝ち抜きグランドチャンピオンとなったが、当番組終了までデビューには至らず。終了後の1985年11月にテイチクレコードからシングル「てれぱしいください」でデビュー。翌1986年9月、セカンドシングル「夏のブランコ」をリリースするも、その後活動なし。

### 決戦大会でスカウトされなかった出場者
- マッハ文朱は、1972年12月の決戦大会に出場(この回の合格者に山口百恵がいた。その後山口とは『欽ちゃん一座正月公演』で顔を合わせた)。女子プロレスラーとしてデビュー後、レコードデビューも果たす。
- 中真理子はこの回の合格者に梶たか子（最優秀賞）、片平なぎさ、小林美樹がいた。その後『全日本歌謡選手権』に挑戦、1週落ちるものの審査員の裁量で再挑戦の機会が与えられ、10週連続で勝ち抜いた。後にゲスト出演。
- 水越けいこは、1974年7月17日の第11回決戦大会に出場(この回の合格者に岩崎宏美（最優秀賞）、黒木真由美がいた)したことがきっかけでサンミュージックに所属。芸能界入りした後、紆余曲折を経て1978年6月21日にソロ歌手としてデビュー。
- 内田春菊は、井上望が出場した回の決戦大会に出場(井上はその回の最優秀賞)。1984年に漫画家としてデビュー。
- トシ・カプチーノは、内田と同じく井上望が出場した回の決戦大会に出場。
- 本田美緒は、1981年の第35回決戦大会に出場(この回の合格者は小泉今日子、中野美紀など)。翌年、第24回YAMAHAポプコンでグランプリとなり歌手デビューし、世界歌謡祭にも出場。
- 井上あずみは、14歳の頃に決戦大会に出場。1983年に歌手デビューした後、スタジオジブリ製作の長編アニメ『天空の城ラピュタ』や『となりのトトロ』のテーマソングなどの歌唱を担当。
- 佐久間レイは、二度決戦大会に進出もスカウトされず。最初の挑戦である第36回決戦大会(この回の最優秀賞は河上幸恵)では審査員奨励賞を受賞。2度目の挑戦で第38回決戦大会に出たことがきっかけで1982年に芸能界デビュー。当初はアイドルとして活動したが、その後1985年に声優に転身。
- 村越裕子（むらこし・やすこ）は、佐久間の二度目の挑戦である第38回決戦大会に出場(この回の最優秀賞は中森明菜)。
- 新井由美子は、1982年8月1日の第42回決戦大会に出場(この回のグランドチャンピオンはルー・フィン・チャウ)。翌1983年にホリプロタレントスカウトキャラバン東京大会に出場したことでスカウトされ芸能界入り。
- 本田美奈子は、1982年の第44回決戦大会に出場。テレビ予選では柏原よしえの『ハロー・グッバイ』を歌唱して合格。決戦大会では松田聖子の『ブルーエンジェル』を歌唱した。翌1983年に原宿でスカウトされて芸能界入りし、1985年に歌手デビュー。
- 徳永英明は、1982年の第44回決戦大会に出場（本田と同じく出場した回の合格者に松本明子がいた)。なお本田・徳永・松本は同じ回のテレビ予選にも出場し揃って合格した。徳永は、決戦大会で山下達郎の『RIDE ON TIME』を歌唱。その後徳永は紆余曲折を経て1986年1月21日に歌手デビュー。
- 金子美香は、1983年の大会に出場したことがきっかけで渡辺プロダクションにスカウトされて芸能界入りし、1987年4月21日に歌手デビュー。

### テレビ予選止まりの出場者
- 沼尾健司は番組初（第1回放送）の合格者で、第1回チャンピオンとなった。しかし決勝大会の出場は断念した。元内山田洋とクール・ファイブのボーヤ。
- 日野美歌は、中学1年生の終わり頃に『スタ誕』に挑戦し、予選会でペドロ&カプリシャスの『五番街のマリーへ』を歌い通過。1976年5月9日放送のテレビ予選では、歌唱曲を林寛子の『ほほえみ』に変更して出場したが敗退[18](この時のテレビ予選は全員失格）。その後1982年に歌手デビュー。
- 寺島まゆみは、テレビ予選で敗退。その後新宿でスカウトされてオーディションを受けて合格し、1980年に日活ロマンポルノ映画で女優デビュー。
- 柳葉敏郎は、18歳の頃に1979年9月23日放送のテレビ予選に出場するが敗退(この時のテレビ予選は全員失格）。これがきっかけとなり上京して芸能界入り。1984年6月25日に一世風靡セピアのメンバーとして歌手デビューし、並行して俳優としても活躍。
- 渡辺桂子は、高校生の頃にテレビ予選に出場し、それがきっかけで芸能プロダクションゴールデンミュージックプロモーションの市村義文社長にスカウトされ1984年3月21日に歌手デビュー。

### その他
- 池田広子は予選合格者には名を連ねた。その後ホリプロに所属。
- 古手川祐子は番組に何度も応募したが、別のオーディションを受けチャンピオンになり女優デビューした後に『スタ誕』の書類選考を通過した。
- 田中美佐子は、番組に応募したが、返ってきたのは公開録画の観覧案内だったという。短大時代に劇団ひまわりに入団し、卒業後の1981年に女優デビュー。
- 野沢直子は番組に応募したが、一次審査で不合格だった。1983年に芸能界入りし、お笑いタレントとして80年代に活躍した。
- 大江千里は番組に応募したが、予選会で不合格だった。最終審査まで進んだかは不明。ちなみに松本明子とは偶然にもデビューが同じ日（1983年5月21日）だった（音楽雑誌「シンプジャーナル」の記事に掲載されていた）。
- 河合奈保子は番組に応募するも、書類選考の段階で選外となった。1979年に別の新人発掘コンテストで優勝し、1980年6月1日に歌手デビュー。
- ASKAは14歳の時（1972年）に応募し予選会で「真似をするな個性を出せ」という前説に考え抜いた末、イントロでバック転をするという奇行に出たが歌い出しに間に合わず失格。高校の同級生であるチャゲと音楽ユニットのチャゲ&飛鳥を結成し、1979年8月25日に歌手デビュー。
- 甲本ヒロトは1981年5月放送回で、バンド『ラウンド・アバウト』としてオープニングアクトで登場。これがテレビ初出演となる。その後真島昌利らと結成したバンド『THE BLUE HEARTS』のヴォーカルとして1987年5月1日にメジャーデビュー。

## 放送回のエピソード

### 100回記念
- 1973年8月26日放送は通常の審査と結果発表に加え、これまでの番組出身者が一堂に登場（森昌子、桜田淳子、山口百恵、三橋ひろ子、南陽子、シルビア・リー、最上由紀子、藤正樹、松下恵子、菅原昭子）。同時にチーフ・プロデューサーの池田文雄の命名により[19]、森・桜田・山口の「花の中三トリオ」が確立した。この回は横浜市の放送ライブラリーで閲覧可能である[20]。

### 200回記念

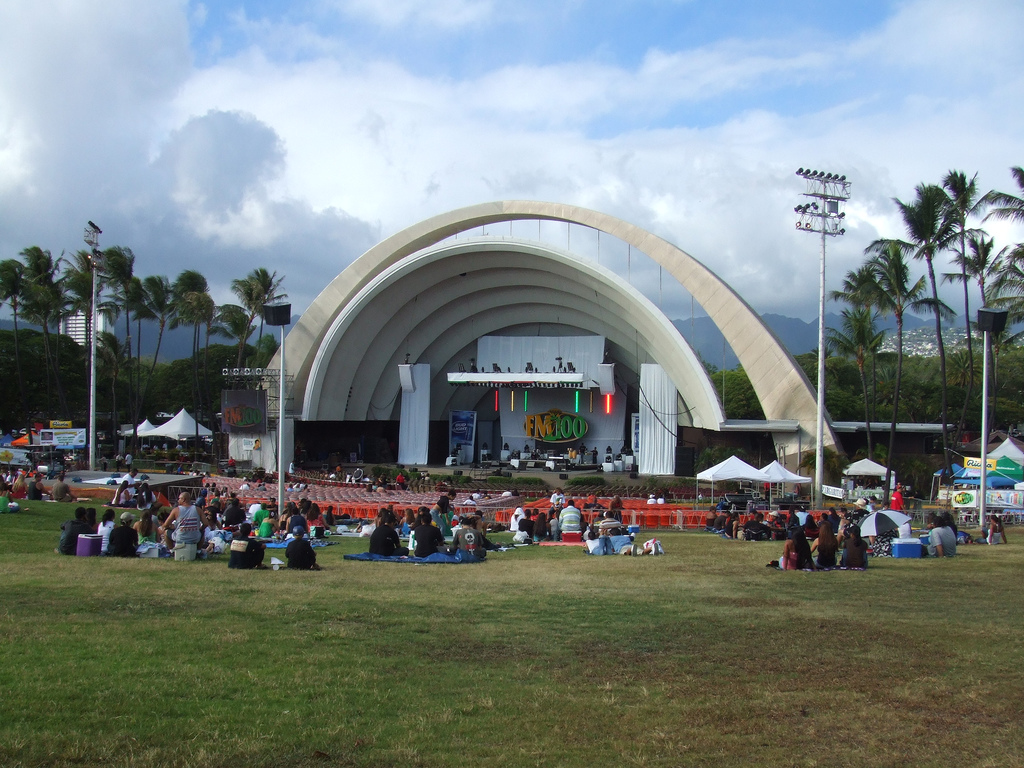
200回記念大会と300回記念大会が行われた「ワイキキ・シェル」

- 200回を記念し、ハワイ大会が開催された。放映は1975年5月11日・18日（第189回・190回）。開催場所はワイキキの屋外コンサート会場「ワイキキ・シェル」。ゲストは花の高2トリオ（森昌子・桜田淳子・山口百恵）・伊藤咲子・城みちると、「デビューコーナー」の岩崎宏美（3週目と最終週）。この大会で横本メイが合格、横本は同年8月放映の「第14回決戦大会」（日本で開催）でも合格、同時に「審査員特別賞」も受賞した。
- 1975年7月27日放送は100回記念の時と同様に、通常の審査と結果発表に加え、これまでの番組出身者が登場した。
- ステージに掲げられた番組タイトルは、赤文字の「STAR」と青文字の「TANJO」をオリジナル風にまとめ、その右下に白文字で「in Hawaii」と描き、また「STAR」の「A」の横棒部分には、「☆」を組み合わせた。
- なおこの大会で、山口百恵が『湖の決心』を歌っている場面は、後述の「山口百恵の最後の出演」でも使われた。

### 300回記念
- 1977年4月17日・24日放送。200回記念以来2年振りにハワイ大会が開催された。今回も開催場所はワイキキ・シェル。ゲストは西城秀樹・桜田淳子・伊藤咲子・朝田のぼる・新沼謙治・岩崎宏美と、2年振りのハワイ帰還となった横本メイ、そして「デビューコーナー」の清水由貴子。

### 7周年記念
- 1978年10月1日と8日両放送分は、『7周年記念卒業生全員集合』と銘打ち、番組出身者27組が勢揃いした。出身者は当番組で行われたゲームなどを行った。ラストは出身者を代表し、森昌子・桜田淳子・山口百恵の元「花の中三トリオ」が、同席した審査員やバンドの東京ユニオンなどに感謝の言葉を述べ、最後は『せんせい』の替え歌を歌って締めくくった。
- 番組では、7周年の間の出場者に関するデータを発表した。一次審査合格率47パーセント、オーディション到達率30パーセント、出演率1パーセント、最終合格率0.0209パーセント。

| 応募総数                 | 1,277,500通 |
| （出場）通知を出した人   | 604,800人   |
| オーディションを受けた人 | 209,068人   |
| テレビに出た人           | 2420組      |
| 合格した人               | 267組       |
| デビューした人           | 56組        |
| （今日の）出演者         | 27組        |

### 400回記念
- 1979年6月3日放送は通常回の後楽園ホールを飛び出し、巨人軍多摩川グラウンドからの放送。記念回では初めて通常の審査と結果発表が行われなかった。
- 『スタ誕』出身者と、審査員が阿久悠監督・森田公一コーチ率いる紅軍「レッドスターズ」と、都倉俊一監督・中村泰士コーチ率いる白軍「ホワイトスターズ」に分れてソフトボール大会をした。また審判を萩本が務めた。実況（兼ナレーター）は、当時局アナの徳光和夫が担当した。
- 参加した番組出身者の背番号は、デビューした順番が付けられた（例：桜田淳子は7、山口百恵は10番、岩崎宏美は35番、など）。また当時レギュラーだった黒部幸英は01番、雪吹優次郎は02番と変則番号で参加した。なお阿久監督は90番、都倉監督は80番だった（当時は80人もデビューしていなかった）。
- ユニフォームは、レッドは白地に黒のストライプ、ホワイトは肌色無地で、胸マークは双方とも番組タイトルだった。また女性歌手用は双方ともホットパンツ状で、上半身部はレッドは赤のラグランスリーブ付き、ホワイトは襟付きであり、更に頭にはサンバイザーを付けていた（男性は野球帽）。
- フェンスには番組スポンサー（これは後楽園ホールでのバック装飾も同じ）のほかに当時のネット局のロゴ（例えばよみうりテレビは現行のytv'ロゴではなかった）が描かれていた。
- 勝負は、4-1でホワイトの勝ち。最高殊勲選手賞は、デビュー間もないホワイトの井上望（背番号60）が受賞した（理由は「5回完投したから」）。他に敢闘賞は塁審の横森良造（セーフとアウトが混ざったジェスチャーをして笑わせたから）。ファインプレイ賞はホワイトの雪吹優次郎（三塁手として2度もファインプレー）。珍プレイ賞はレッドの岩崎宏美（自分の出番に気づかずベンチに座っていたから）。応援賞はホワイトの藤正樹、清水由貴子、加本ひろの（なぜか選手として出番がなかったから）。
- なおホワイトの都倉監督と中村コーチは、勝負には勝ったものの「メンバーの内3名（先述の藤、清水、加本）を出し忘れた」という責任で、「バツ賞」（つまり罰ゲーム）としてグラウンドを1周させられた。
- 最後は、萩本球審を出演者全員で胴上げして締め括った。

### 萩本最終日
- 萩本が最後の司会を務めた1980年4月6日（第443回）放送は、通常のレギュラー回で結果発表のあと、次期司会者（谷隼人&タモリ）と萩本時代の出身者が登場し、萩本のお別れに、何人か涙ぐんだ。
- スタッフ紹介のあと、萩本と同時に番組を卒業する井上れい子やクロベエ、ユージローと同時にゲートに立ち去った。
- 萩本は次期司会者の2人にメッセージを送った。
- ちなみに萩本によると、司会在任中「『スタ誕』出身の歌手と親しくなりすぎると他のタレントたちから良く思われないだろう」との考えから、デビュー後の『スタ誕』出身の歌手たちと他の仕事現場で会っても敢えて距離を置いていたとのこと。相手から挨拶されても素っ気なく返した[注 28]が、『スタ誕』の司会を辞める時に「今まで笑顔を見せなくてごめんね」とみんなに謝ったという[5]。

### 山口百恵の最後の出演
- 1980年10月12日（第469回）放送は、通常の審査と結果発表は行わず、前週に引退コンサートを行った山口百恵を送り出す特集を組んだ（収録は同年9月）。ナレーターは徳光和夫。
- 百恵が『スタ誕』での思い出を萩本や森昌子・桜田淳子、審査員と振り返り、代表曲を披露した（「としごろ」、「横須賀ストーリー」、「プレイバックPart2」、「秋桜」、「しなやかに歌って」、「ロックンロール・ウィドウ」、「さよならの向う側」）。審査員とは谷・タモリが進行を務め、萩本とは電光掲示板のあるセットで行った（百恵は3番席に、萩本は4番席に着席。百恵の頭上には合格時の点数である「329」が表示されていた）。途中で森と桜田が百恵に「新妻に捧げる歌」を披露した。
- ラストは森・桜田と「明日に架ける橋」を歌い、百恵の有終の美を飾った。
- なお番組冒頭で、山口百恵がはがきに出場希望を記載するイメージ場面が放送されたが、画面に出ていたはがきは放送当時発行されていた20円はがき（駅鈴はがき）で、山口百恵が番組に出場した時に発行されていた10円はがき（土器はがき）ではない。

### 500回記念

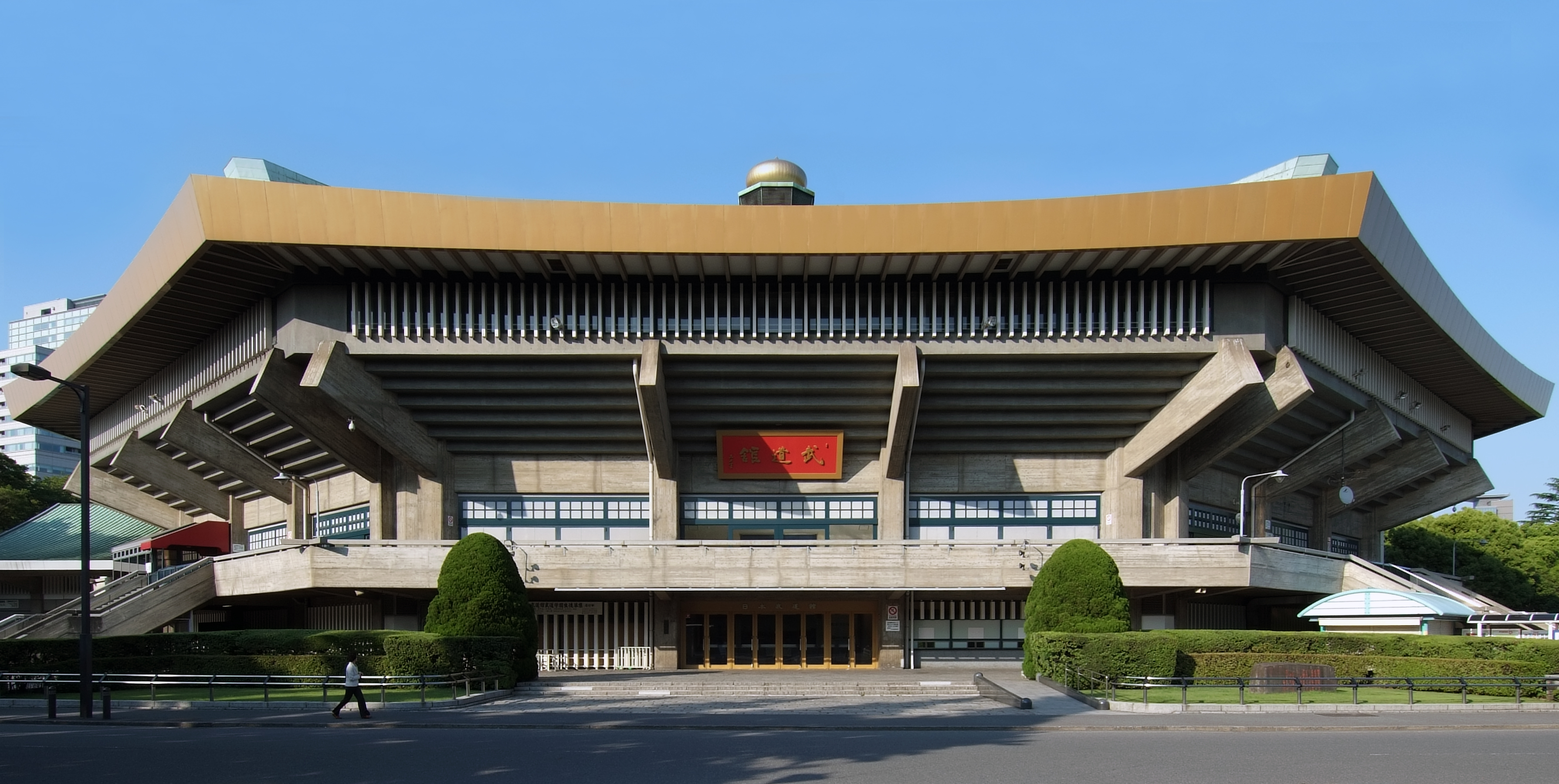
第500回記念回の収録が行われた日本武道館

- 1981年3月29日と4月5日放送は、通常回の後楽園ホールを飛び出し、日本武道館からの放送（収録は3月18日）。
- その時のサブタイトルは「さよならピンク・レディー」。パート1では3月31日に解散コンサートを控えていたピンク・レディーの軌跡を振り返った。
- 全デビュー者がメドレーでデビュー曲を数小節ずつ歌ったが、引退者はデビュー当時のポスターとともに出席できない理由が会場からアナウンスされた。
- その時点での司会者は、坂本九・石野真子が担当しており、それに加え萩本欽一も会場に駆けつけた。
- この回の記念放送では坂本時代のロゴではなく、萩本・谷&タモリ時代のロゴが使用された。
- チーフプロデューサーの池田文雄は当時胃の疾患で入院しており、不運にも番組を直接見届けることはできなかった。
- また、この年の4月1日にテレビ新潟が開局。4月5日放送回が、テレビ新潟開局後初の「スタ誕」ネット受けとなった。ちなみに3月29日放送回は、4月4日（9:00 - 9:55、本来の『土曜ロータリー』枠）に放送された。

### 石野真子の最後の出演
- 番組出身者にして当時の司会・坂本九の補佐役だった石野真子が長渕剛との結婚に伴う芸能界引退のため、1981年9月6日放送をもって番組を降板。当日は「真子ちゃんいつまでも元気でね」のサブタイトルで放送した。なお石野は後に芸能界に復帰した。

### 10周年記念
- 1981年9月27日・10月4日・10月11日には3週にわたって放送。9月27日と10月4日には「第37回決戦大会」を2週連続で放送し、10月11日には「10周年総集編」を放送した。

## 番組の開始と隆盛

### 番組成功のカギ
『スタ誕』の番組成功には、大きな要因が2つあるとされる。一つは「公平・透明な選考システム」であり、出演希望者は誰でもハガキ1枚で応募することができ、審査の過程は全て公開されたこと。もう一つは「きめ細やかなバックアップ体制」であり、テレビ予選合格者には日本テレビが費用を負担する各種レッスンが施され、デビュー後は日本テレビの番組に優先的に出演することができたとされる。
それまでの他のオーディション番組は、大御所の審査員などが「上手いですね～」などと参加者を持ち上げるものばかりだった。それに対して『スタ誕』は、開始当初こそ視聴率は低かったが、阿久悠や松田トシなどの審査員の歯に衣（きぬ）着せぬ講評に加え、「欽ちゃんと遊ぼう」コーナーも好評を得て、視聴率アップにつながったという。
決戦大会の入札制度は、一部から「人買いだ」との批判を受けた。そこで番組側は、スカウト側の顔をテレビ画面に映すことで彼らにも責任感をもってもらった。日本テレビ・芸能事務所・レコード会社で「本気でスターを育てるんだ」という姿勢をテレビを通じて見せることによって、それらの批判をなくしていったという。チーフプロデューサーの池田文雄はこれについて、「あれは参加者や視聴者に芸能界の厳しさを教えたかったから」とインタビューで語っている。

### 芸能史における位置付け
『スタ誕』でデビューしたタレントの活躍は、芸能界地図を塗り替えるきっかけとなった。テレビの草創期から1970年代まで「ナベプロ王国」と称される黄金時代を築いた芸能事務所・渡辺プロダクション（ナベプロ）がその絶対的な地位を失ったのは、ホリプロ、サンミュージック、田辺エージェンシーが力をつけたからであり、それら新興プロダクションへのタレント供給源となったのがこの番組だった。
前身番組である『ホイホイ・ミュージック・スクール』、『あなた出番です!』はナベプロと蜜月関係にあったので、直前の前身番組『スターへばく進!!』の出身タレントであってナベプロに所属していたザ・シュークリームが『スタ誕』最初期のアシスタントを務めた。初期のゲストも、ナベプロ所属のタレント達が出演していた。韓国で開催された予選にも、当時ナベプロ所属だった森進一がゲストとして出演した。こうして第6回決戦大会ごろまでは、ナベプロが番組に関わっていた。
ところが、『スタ誕』に対抗するために、NETテレビ（現・テレビ朝日）は1973年から独自に制作したオーディション番組『スター・オン・ステージ あなたならOK!』（あなたなら）を放送していた。『あなたなら』の放送日時となった月曜日の夜8時という時間帯は、日本テレビが『紅白歌のベストテン』を放送していたので、ナベプロは『紅白歌のベストテン』からの撤退を決定した。しかも、ナベプロの社長渡辺晋が日本テレビの井原高忠に「ウチのタレントが欲しいなら『歌のベストテン』の放送日を変えたら？」と発言したことから、テレビの芸能史上に残る日本テレビとナベプロの間での戦争が起こった。
しかし、『あなたなら』は視聴率に恵まれることなく、結果は失敗に終わった。ホリプロ、サンミュージック、田辺エージェンシーなど新興プロダクションへの『スタ誕』からのタレントの優先供給も、井原が、ナベプロ包囲網を敷くために各プロダクションに協力を要請した見返りとして実現したものであった。その後、井原は1980年に日本テレビを退社し、ナベプロは第38回決戦大会の前後から『スタ誕』に再び関わりはじめ、最終的に当番組から、松本明子をデビューさせた。
1970年代後半になると『スタ誕』出身者が、各音楽祭の新人賞に名を連ねるようになる。これは、それまで「芸能界の帝国」と呼ばれるほどの権威を誇っていたナベプロの一強体制を揺るがす事態となった。その後、1980年代に入って日本テレビとナベプロの関係は修復されたが、音楽業界は複数の芸能事務所による群雄割拠の時代へと突入することとなった。

## 番組の終焉
1976年にホリプロタレントスカウトキャラバンが始まり、初代王者である榊原郁恵がブレイク後、芸能事務所は全国各地でタレントを直接スカウトして発掘する形式にシフトしてゆく。これに伴い番組の応募者は次第に減ってゆき、司会者・審査員の交代などテコ入れが進められたが、視聴率も次第に低下し、末期には平均6 - 7％（ビデオリサーチ・関東地方）にまで下がっていた。
視聴率の低下は萩本欽一の司会降板から始まり、山口百恵の引退、ピンク・レディーの解散などが重なり、短期間で番組のリニューアルを繰り返すも視聴率が好転することはなく、1982年10月24日、横山やすしが加入し「やすきよ」体制となった同日にはフジテレビで『笑っていいとも!増刊号』が放送開始。裏番組である『いいとも増刊号』が『スタ誕』の視聴率を上回り、圧倒的な高視聴率番組となったことで「日曜の昼前としては及第点の視聴率」という言い訳ができなくなり、番組終了に至った。
また、1970年代半ばからシンガーソングライターが台頭し始めたことや、1980年に『スタ誕』とは無縁の松田聖子がデビューからほどなくしてヒットを連発し、一躍トップスターに躍り出たことも『スタ誕』関係者にとって印象的な出来事だったという。さらにプロデューサーの金谷によると「1980年代になった頃から徐々に若者たちの間で“自分でハガキを出してオーディションを受けるのはダサい。それよりは街でスカウトされる方がカッコいい”という風潮になってきた。そういう時代の変化を感じて『スター誕生！』の幕を下ろすことになった」とも語っている。
1983年9月をもって12年・619回の歴史に幕を閉じた。最終回には初代司会者の萩本からVTRによるコメントがあった。番組冒頭に番組出身の歌手が集結し（復帰したばかりの石野真子も出ていた）、ナレーターの伊藤英敏が5分間紹介した。また、前週まで末期の段階でGC規定数週に満たなかった出場者が2人出たため、その週にクリアした出場者は認定書を贈られた。
番組エンディングには今後デビューが見込まれる合格者を紹介した後、全員で番組テーマ曲「スタ誕賛歌」を歌った。「スタ誕賛歌」の前奏部分で「12年の足跡」を縦向き横文字ロールで紹介した。応募総数が約200万通、予選参加総数が約60万人、番組出場者総数が5500組、うち決戦大会出場者総数が423組、うちプロデビュー者は81組。終了時点で41組が現役で活躍し、以降のデビューを控えていた者が18人いた。「スタ誕賛歌」を歌い終わった後、西川きよしが「それではみなさん、またお会いする日まで…（以下省略）」とコメントし、続いて「十二年間 六百十九回に亘って スター誕生!を応援してくれた皆さん… ありがとう！」の縦書きテロップが表示され、さらには表示中にブルーバックに切り替わる形で、12年間に亘る番組の歴史に終止符が打たれた。

## 番組終了後
番組終了後も人気は高く、復活を望む声があった。局の編成部は「12年もの長い間続いたので、このあたりでひと区切り」としながらも「完全に終わらせるわけではなく、一旦お休み。盛大なお別れ特集もやりませんし、番組内容などを立て直してもう一度チャレンジします」とコメントし、早ければ半年後の1984年4月には番組を復活させる考えを示していたが、結局この時の本番組復活は無かった。また、中三トリオを仕掛けた堀威夫（ホリプロ創業者、現・ファウンダー最高顧問）は後のインタビューで「当時は3分で作れるカップ麺が受けた時代だから、昨日の素人がアイドル、スターになれる番組が受けた。今は高い金を出して、並んででも美味しいものを求める時代だから、もう最大公約数を求めるテレビは、スターを作る番組は作れないだろう。」と語っている。
「スター誕生！」終了後の1985年から1987年には、フジテレビで夕やけニャンニャンという番組が放送されていたが、その番組とタイアップして結成されたおニャン子クラブを通じて、新人タレントを発掘し育成する場という側面も同時に持っていた。「スター誕生！」出身者と同様、おニャン子クラブの出身者も今なお芸能界で活躍している者は少なくない。

### 終了後の特別番組
- 1989年8月5日に逸見政孝司会の特番『ザ・スカウト スター誕生ふたたび』が放送されている[注 34][注 35]。また同年10月に徳光和夫司会の特番『スター発見』というタイトルでリメイク版を放送した。

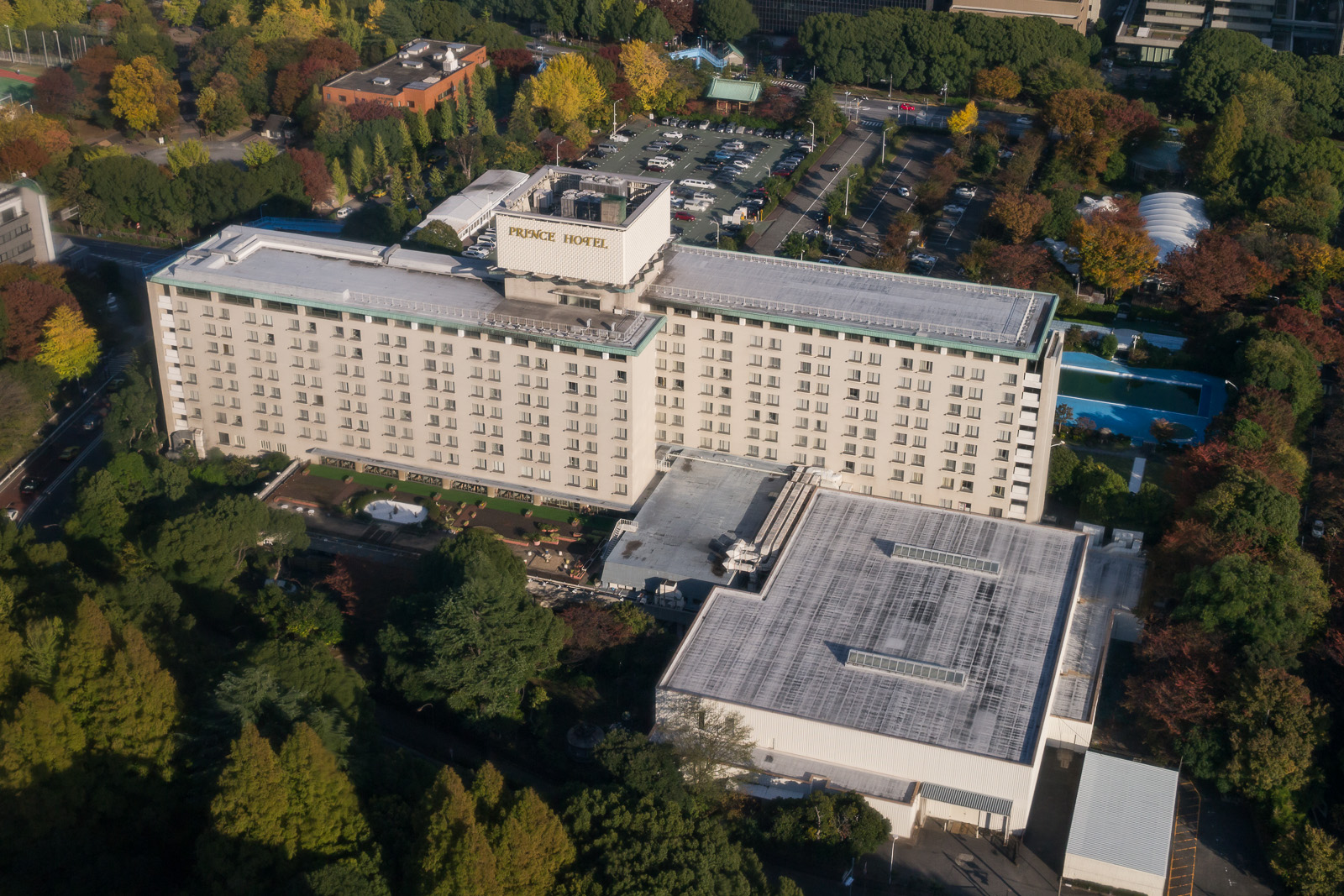
『スター誕生!』同窓会の会場となった東京プリンスホテル

- 1993年12月31日放送の特別番組『スーパー電波バザール 年越しジャンボ同窓会』の枠内（1コーナー）と、1994年3月10日の『木曜スペシャル』の枠内で、番組終了10周年記念の同窓会の模様が『青春讃歌…スター誕生!物語』のタイトルで放送された。場所は東京プリンスホテルの大宴会場で、1993年12月2日に事前収録（開催）された。これも司会は徳光和夫だった。なおエンディングでは全12年間の足跡データをテロップ表示された。

| 応募総数       | 約200万通 |
| 予選参加者     | 約60万人  |
| 番組出場者     | 5500組    |
| 決戦大会出場者 | 423組     |
| 合格者         | 88組91人  |

- 2008年8月1日に放送された単発スペシャルドラマ『ヒットメーカー 阿久悠物語』において、当番組のセットや構成（初代司会の萩本時代のもの）が再現された。また、桜田淳子が出場していた秋田予選のフィルムなど秘蔵映像も交えた。なおこの時のセットにも番組協賛スポンサーの看板はかかっているが、実際の企業名をパロディーにした架空のものである。また基本的には再現となっているが、音源の一部は放送当時のものを使っていた。
- 『スタ誕』以後の日本テレビの新人歌手オーディション番組として、2005年4月から2010年3月まで放送された『歌スタ!!』がある。
- 2011年3月16日、VAPからCD5枚組とDVD5枚組のボックス・セット『スター誕生! CD&DVD-BOX』がリリースされた[27]。内容は、CDは番組から正式にデビューした88組のデビュー曲が完全収録されている。DVDは、リアルタイムで放送されていた中から、第100回放送分、『木曜スペシャル』の枠で放送された『実録・スター誕生!1974』（1974年11月14日放送）、7周年記念（1978年10月1日放送）、1979年の正月スペシャル『欽ちゃん一座正月公演』（1月3日放送）、番組最終回、終了後に『木曜スペシャル』の枠で放送された前述の『青春讃歌…スター誕生!物語』、『スーパーテレビ情報最前線』の枠で放送された『スター誕生!物語』（2000年11月20日放送）が収録されている。しかし、DVDは映像が大幅に修正を施されたり、一部出身者のシーンが削除されている。
- 2013年9月24日『今夜あの場所で』と題された小泉今日子[注 37]、マツコ・デラックス、YOU司会によるロケーショントークバラエティーで、「小泉が芸能界デビューをするきっかけになった場所」として後楽園ホールでの対談が行われ、そこに『スター誕生!』のセットが再現された。なお協賛社のパネルは外してあった他、観客を入れていない状態での収録だった（放送中に入る観客の笑い声はラフトラック（合成処理）によるものだった）。また、番組内で、小泉の決戦大会でのスカウトの模様が紹介された。
- 2017年8月26日に放送された『24時間テレビ40』内で放送された単発ドラマ『時代をつくった男 阿久悠物語』において、本番組の企画発足からピンク・レディーの決勝までのエピソードが再現された。また、番組内において、森昌子、ピンク・レディーの決勝大会の映像も交えた。

## スタッフ
（1980年時点のもの。萩本が降板する頃）
- 監修：阿久悠
- 構成：河村シゲル、太田イサム、源高志、鈴木しゅんじ、詩村博史 / 萩本欽一
- 振付：土居甫
- アコーディオン：横森良造
- 編曲：高見弘
- チーフプロデューサー：池田文雄
- プロデューサー / ディレクター：金谷勲夫、清水和夫、宮嶋章、吉岡正敏、森下泰男、長谷川賢一 ほか
- 製作：日本テレビ

なお、地方収録の場合は各ネット局が制作・技術協力として参加した。

## ネット局
系列は放送終了時・ネット終了時のものを記載。
| 放送対象地域            | 放送局             | 系列                                         | 放送時間 | 備考 |
| ----------------------- | ------------------ | -------------------------------------------- | --- | --- |
| 関東広域圏              | 日本テレビ         | 日本テレビ系列                               | 日曜 11:00 - 11:55 日曜 11:00 - 11:45 | 基幹・製作局 |
| 北海道                  | 札幌テレビ         | 日本テレビ系列                               | | 1972年3月までフジテレビ系列とのクロスネット局 ただしFNSのみ加盟でFNNは非加盟 |
| 青森県                  | 青森放送           | 日本テレビ系列 テレビ朝日系列                | 日曜 11:00 - 11:55（放送開始時点） | 1975年3月まで日本テレビ系列単独加盟局 |
| 岩手県                  | 岩手放送           | TBS系列                                      | 日曜 11:00 - 11:55（放送開始時点） | 現・IBC岩手放送 1975年9月28日まで |
| 岩手県                  | テレビ岩手         | 日本テレビ系列                               | | 1975年10月5日から 1980年3月までテレビ朝日系列とのクロスネット局 |
| 秋田県                  | 秋田放送           | 日本テレビ系列                               | 日曜 11:00 - 11:55（放送開始時点） | |
| 宮城県                  | ミヤギテレビ       | 日本テレビ系列                               | 日曜 11:00 - 11:55（放送開始時点） 日曜 11:00 - 11:45（1982年4月から） | 1975年9月までNETテレビ系列とのクロスネット局 |
| 山形県                  | 山形放送           | 日本テレビ系列 テレビ朝日系列                | 日曜 11:00 - 11:55（放送開始時点） | 1980年3月まで日本テレビ系列単独加盟局 |
| 福島県                  | 福島中央テレビ     | 日本テレビ系列                               | 土曜 14:00 - 14:55（1971年10月 - 1972年3月） 日曜 15:30 - 16:25（1972年4月 - 1973年9月） 日曜 10:30 - 11:25（1973年10月 - 1981年9月） 日曜 11:00 - 11:55（1981年10月 - 1982年3月） 日曜 11:00 - 11:45（1982年4月から） | 1981年9月までテレビ朝日系列とのクロスネット局 |
| 山梨県                  | 山梨放送           | 日本テレビ系列                               | 日曜 11:00 - 11:55（1976年1月時点） | |
| 新潟県                  | 新潟総合テレビ     | フジテレビ系列 日本テレビ系列 テレビ朝日系列 | 日曜 10:30 - 11:25（1976年1月時点） | 現・NST新潟総合テレビ 1981年3月まで |
| 新潟県                  | テレビ新潟         | 日本テレビ系列                               | | 1981年4月4日から |
| 長野県                  | 信越放送           | TBS系列                                      | 日曜 11:00 - 11:55（1976年1月時点） 日曜 10:30 - 11:25（1977年4月3日 - 1981年9月27日） 土曜 13:30 - 14:25（1981年10月3日 - 1983年10月1日）                                                                             | |
| 静岡県                  | 静岡放送           | TBS系列                                      | 日曜 10:00 - 10:55（1976年1月時点） 日曜 10:30 - 11:25（1977年4月 - 1979年3月） 土曜 10:15 - 11:10（1979年4月 - 6月）                                                                                                  | 1979年6月まで |
| 静岡県                  | 静岡第一テレビ     | 日本テレビ系列                               | | 1979年7月1日開局から |
| 富山県                  | 北日本放送         | 日本テレビ系列                               | 日曜 11:00 - 11:45（1983年9月最終回時点） | |
| 石川県                  | 北陸放送           | TBS系列                                      | 日曜 10:00 - 10:55 日曜 10:00 - 10:45（1982年4月から） | 1976年4月から |
| 福井県                  | 福井放送           | 日本テレビ系列                               | 日曜 11:00 - 11:45（1983年9月最終回時点） | |
| 中京広域圏              | 名古屋放送         | 日本テレビ系列 NETテレビ系列                 | | 現・名古屋テレビ放送（メ〜テレ） 1973年3月25日まで |
| 中京広域圏              | 中京テレビ         | 日本テレビ系列                               | | 1973年4月1日から 中京広域圏のネットワーク整理のため |
| 近畿広域圏              | よみうりテレビ     | 日本テレビ系列                               | | |
| 鳥取県 ↓ 鳥取県・島根県 | 日本海テレビ       | 日本テレビ系列 テレビ朝日系列                | | 当初の1年間（1972年9月17日の第4回決戦大会まで）は日本テレビ系列単独加盟局で鳥取県のみの放送。翌週の9月24日放送分から島根県にもエリアを拡大。                                                                        |
| 山口県                  | 山口放送           | 日本テレビ系列 テレビ朝日系列                | | 1978年9月まで日本テレビ系列単独加盟局 |
| 広島県                  | 広島テレビ         | 日本テレビ系列                               | | 1975年9月までフジテレビ系列とのクロスネット局 |
| 徳島県                  | 四国放送           | 日本テレビ系列                               | | |
| 香川県 ↓ 香川県・岡山県 | 西日本放送         | 日本テレビ系列                               | | 1983年3月までの放送免許エリアは香川県のみ。しかし岡山県の南部を中心に視聴可能エリアは広かった。実際に西日本放送の制作協力により岡山でも公開収録が行われ、大橋恵里子が合格しデビューしている。詳しくはこちらを参照。 |
| 愛媛県                  | 南海放送           | 日本テレビ系列                               | | |
| 高知県                  | 高知放送           | 日本テレビ系列                               | | |
| 福岡県                  | 福岡放送           | 日本テレビ系列                               | | |
| 長崎県                  | テレビ長崎         | フジテレビ系列 日本テレビ系列                | | 当初は平日に遅れネット（日時不明） |
| 熊本県                  | テレビ熊本         | フジテレビ系列 日本テレビ系列 テレビ朝日系列 | | 1982年3月28日まで |
| 熊本県                  | くまもと県民テレビ | 日本テレビ系列                               | | 1982年4月4日から |
| 大分県                  | テレビ大分         | フジテレビ系列 日本テレビ系列 テレビ朝日系列 | 日曜 10:55 - 11:50（1982年3月まで） 日曜 11:00 - 11:45 | 1976年4月4日から |
| 宮崎県                  | テレビ宮崎         | フジテレビ系列 日本テレビ系列 テレビ朝日系列 | 日曜 10:55 - 11:50（1982年3月まで） 日曜 11:00 - 11:45 | 1976年4月4日から |
| 鹿児島県                | 南日本放送         | TBS系列                                      | 日曜 11:00 - 11:55（1976年3月まで） 日曜 10:30 - 11:25（1977年4月 - 1982年3月） 日曜 11:00 - 11:45（1982年4月 - 9月）                                                                                                  | 1982年9月まで |
| 鹿児島県                | 鹿児島テレビ       | フジテレビ系列 日本テレビ系列                | | 最後の1年間のみ |
| 沖縄県                  | 沖縄テレビ         | フジテレビ系列                               | 日曜 12:00 - 12:55（1973年4月 - 1978年9月） 日曜 10:30 - 11:25（1978年10月から） | 1973年4月1日から |